# 京都大学
京都大学（きょうとだいがく、英語: Kyoto University）は、京都府京都市左京区吉田本町に本部を置く日本の国立大学。略称は京大（きょうだい）。
1897年創立、1897年大学設置。国内の旧帝国大学7校の一つであり、文部科学省が実施しているスーパーグローバル大学事業のトップ型指定校ならびに指定国立大学法人に指定されている。

## 概観

### 大学全体

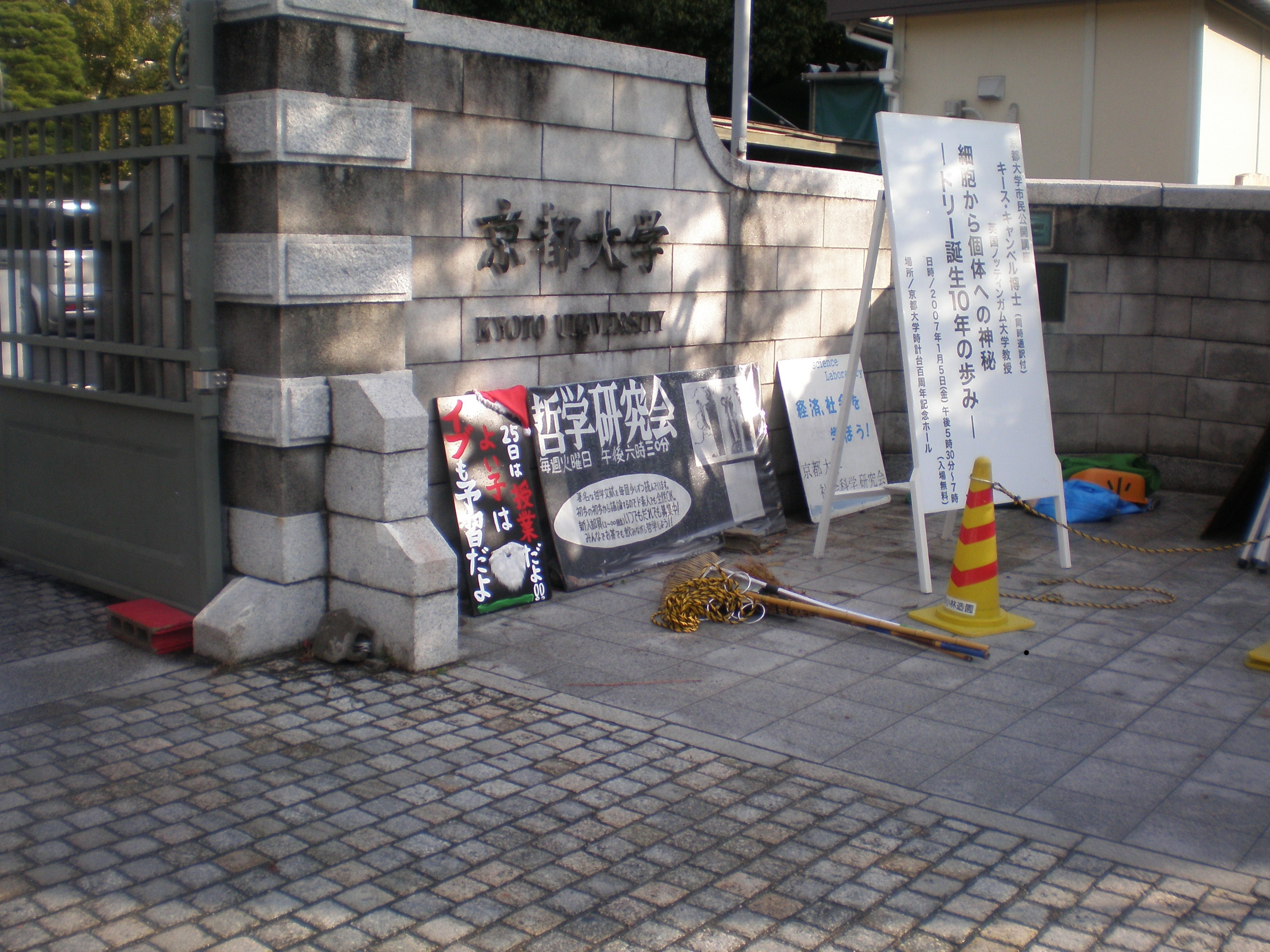
吉田キャンパス本部にある正門

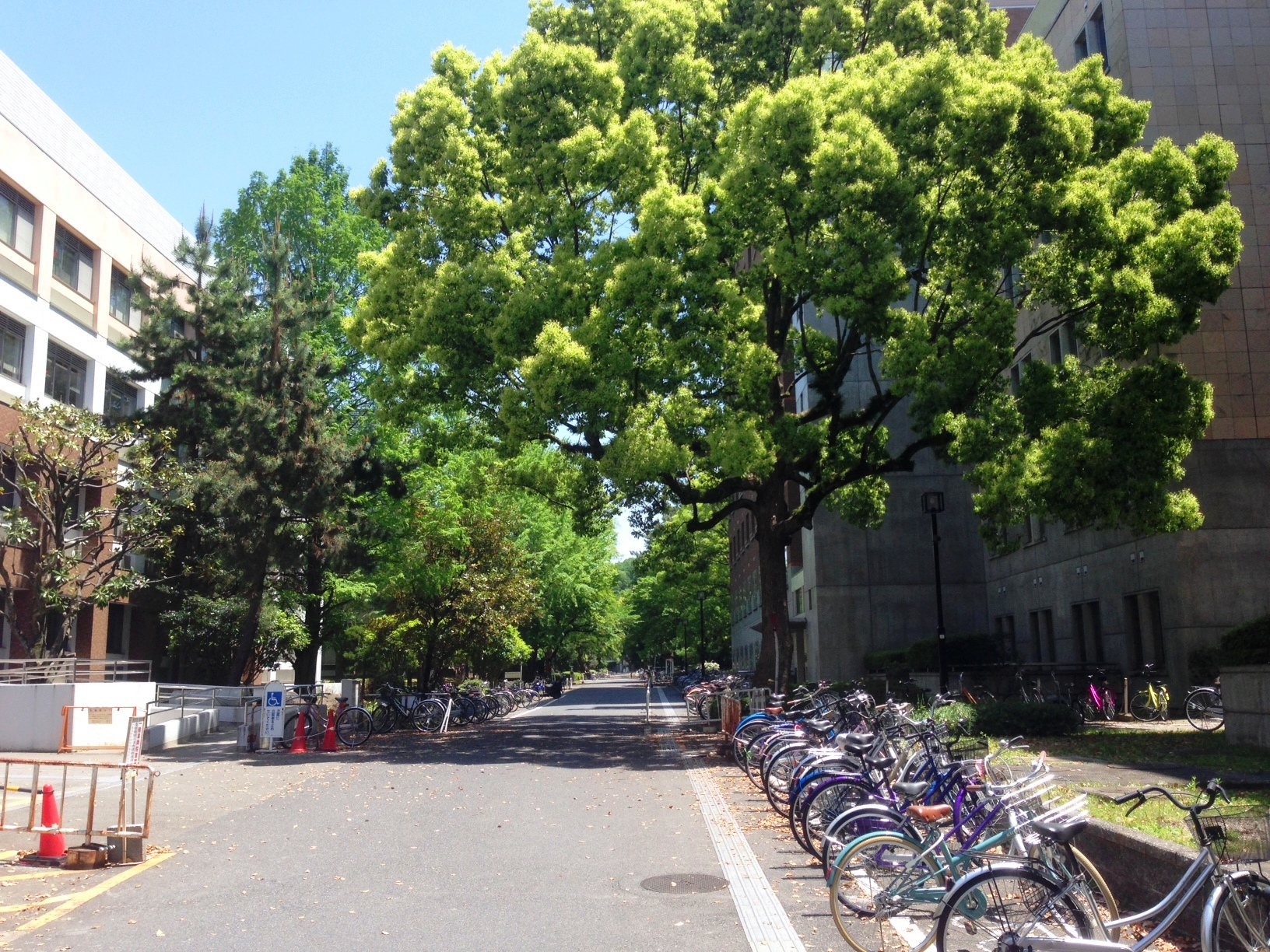
吉田キャンパス本部構内

京都大学は、日本で2番目に創設された帝国大学である京都帝国大学の流れを汲んでいる国立大学で、精神的な基盤として「自由の学風」を謳っている。また、西部講堂のロックコンサートなどに代表される京都地区における文化発信地としての役割も担ってきた。

### 建学の精神（理念・学是）
創立以来「自由の学風」を建学の精神としている。国立大学法人となった後に制定された京都大学の基本理念にも引き継がれた。

### 学風および特色
京都市内の繁華街から離れた古都の風情を残す落ち着いた環境の中にあり、何事も学生の自主性に任せるという「自由の学風」を標榜している。学生寮の入退寮選考を学生に任せた結果、無学籍者も居住するようになった。リベラルな学風の傾向にある。毎年行われる11月祭や折田先生像を巡る落書き、卒業式での仮装などにもその一端を垣間見ることができる。
京都大学や（前身の）京都帝国大学では、それらの自由の拡大あるいは縮小を巡る攻防戦が繰り返されてきた。滝川事件は最も有名な事例の一つである。

### 教育および研究

#### 研究所・研究センター
京都大学は学部・研究科以外に18の附置研究所・研究センターを設置している。2020年4月時点で、そのうちののべ14の研究所・研究センターは文部科学省「共同利用・共同研究拠点」に認定されており、国内の大学で最多である。
共同利用・共同研究拠点の前身に当たる「全国共同利用型附置研究所・研究施設」の仕組みを初めて採用したのは京都大学の基礎物理学研究所である。これらの事実について京都大学の関係者は「幅広い分野において日本を代表する学術研究拠点となってきた、京都大学の社会的特徴を表している」と考えている。

#### 国内・世界との比較
タイムズ・ハイアー・エデュケーションによる『THE世界大学ランキング 2023-2024』（2023年度）では、世界同点第55位、アジア同点第10位、国内第2位（同誌の世界大学名声ランキングでは第26位、アジア第5位、国内第2位）である。またQS世界大学ランキング 2024（2023年）では、世界第46位、アジア第9位、国内第2位である。
タイムズ・ハイヤー・エデュケーションがベネッセと連携して日本の大学の評価を発表している『THE世界大学ランキング日本版2025』では、3位の東京大学に次ぐ４位であった。

#### 受賞
2025年1月1日現在、卒業生から8人、ゆかりのある人物も含めると11人のノーベル賞受賞者（いずれも自然科学分野）を輩出している。ゆかりのある人物に関して、これはアジアの大学で最多である。フィールズ賞、ラスカー賞、ガードナー国際賞の受賞者数も国内の大学で最多である。

## 沿革
（沿革節の主要な出典は公式サイト）

### 略歴
京都大学の起源は文久元年8月16日（1861年9月20日）に長崎に設立された長崎養生所（その後、長崎精得館へ改称）まで遡る。長崎精得館の理化学部門は、当初は江戸にあった開成所（現在の東京大学）へ「理化学校」として移設することになっていたが、明治維新の混乱で実現しなかった。慶応4年（1868年）に明治政府は「理化学校」を舎密局（せいみきょく、後の理学校）として大阪に開設することを決定、明治2年（1869年）に開校した。明治3年（1870年）、理学校は明治2年10月24日（1869年11月27日）に開設された洋学校と合併、開成所となる。開成所はその名称を大阪英語学校 (旧制)、大阪専門学校、大阪中学校、大学分校と変遷させ、1886年（明治19年）に公布された中学校令によって第三高等中学校と改称する。第三高等中学校は1889年8月1日に京都市吉田町に取得した新校地へ移転した。1894年に公布された高等学校令に基づいて第三高等中学校は旧制の第三高等学校（以下、本記事において「第三高等学校」は特に断りのない限り、旧制第三高等学校を指す）となる。

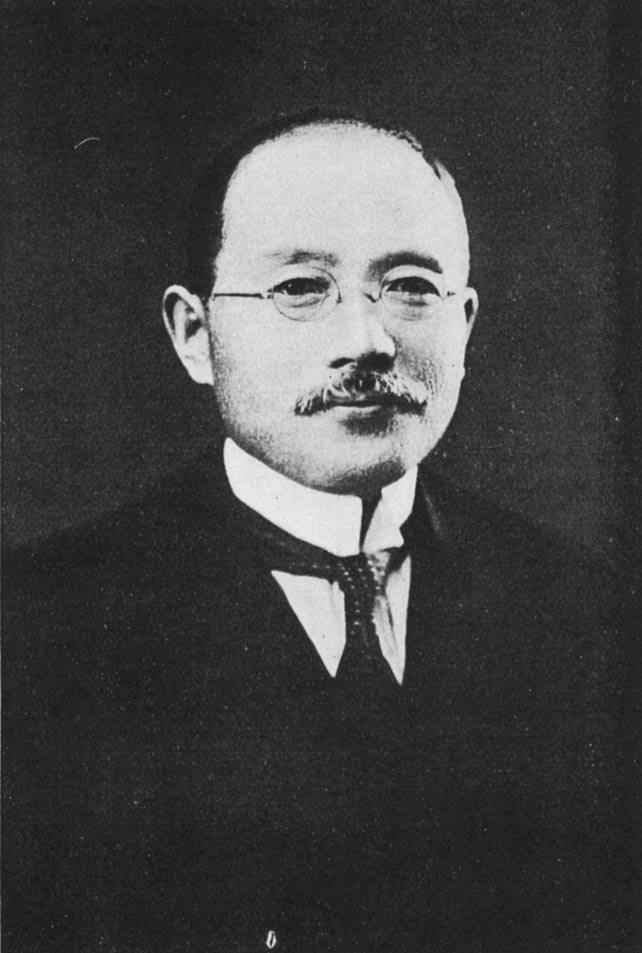
第9代京都帝国大学総長 小西重直

帝国大学令制定後、近畿地方にも帝国大学の設置を求める声が上がっていたが、財政難のため見送られ続けていた。1895年に西園寺公望は日清戦争で得た賠償金を基に第三高等学校を帝国大学へ昇格させる提案を行う。最終的に第三高等学校を東一条通の南側（現在の吉田南キャンパス）に移転し、高等学校の土地・建物を大学が利用するという案が採用され、翌年、予算処置が可決される。1897年6月18日に京都帝国大学設置に関する勅令（明治30年勅令第209号）が制定され、「京都帝国大学」が発足する。
創設時の計画では1898年にまず法科大学から設置する予定であったが、工科志望者の急増により1年前倒しの上、創設と同年の1897年に京都帝国大学理工科大学が設置された。続いて1899年京都帝国大学法科大学および京都帝国大学医科大学、1906年京都帝国大学文科大学を設置し、約10年をかけて分科大学を設置した。初代総長（1897年 - 1907年）には文部省専門学務局長の木下広次が就任。事務局長に当たる「書記官」には中川小十郎が就任した。
当時の総長の意向もあって、「研究・教授・学修の自由を重んじるドイツ式」を採用、ドイツの大学のシステムに倣った。高根義人の主導によるこの方針は現在の「自由の学風」に影響を与えたといわれる。法科大学の卒業生の高等文官試験での不振を端として転換されたものの、京都大学に独特の学風を根付かせる端緒となったことは確かである。
1919年（大正8年）に分科大学制が学部制に変わった。その年には、経済学部が法学部から分離して独立の学部となり、1923年には農学部の設置と学部の増設が相次いだ。農学部増設と同じ年には本部構内に京都大学のシンボルとして親しまれている時計台を持つ大学本館が完成している。1926年には京都大学初の附置研究所に当たる化学研究所が設置された。
昭和に入ると思想関係の締め付けが強化された世相を反映して、京都大学でも思想事件が相次ぐ。1928年（昭和3年）、文部省はマルクス経済学者の河上肇教授の辞職を要求。教授会は河上の辞職を認める決議を出し、河上は大学を追われることになる。さらに1933年には鳩山一郎文部大臣が法学部の瀧川幸辰教授の刑法理論が「赤い思想」であるとして休職処分にしたことから、法学部の全教官が辞表を提出。総長も文相と会見、辞意を表明したものの文部省からの切り崩しに遭い、結局瀧川ら7人の教官が大学を去る事態となった（滝川事件）。
日中戦争激化に伴う戦時体制の強化に伴い、日本精神史（文学部）、東亜経済政策原論（経済学部）、航空学・燃料化学（工学部）などの国策に沿った講座が設けられた。太平洋戦争の開戦後、学生を軍隊風に編成する目的で「京都帝国大学報国隊」が結成される。
また、京大医学部出身の軍医である石井四郎は、満州国の関東軍に731部隊を設立し、化学兵器や生物兵器の開発や、捕虜や罪人に対する人体実験などを行った。これに対し、医学部長を務めた戸田正三や、石井の指導教員であった医学部教授の清野謙次は、京大医学部出身者を部隊の人材として送り込み、石井の活動を支援した。
1943年、文系大学生の徴兵猶予が停止され、学生が続々と戦場に赴いた。京都帝国大学の学徒出陣壮行会では、総長の羽田亨を先頭に平安神宮に参拝、必勝を祈願したという。
第二次世界大戦終結後、公職追放によって大学を免職になる教授が出る一方で、滝川事件で大学を去っていた瀧川幸辰らが大学に復帰した。1946年から女子の入学が認められた。創立五十周年に当たる1947年には大学名から「帝国」が削られて「京都大学」と改称。1949年には第三高等学校を統合して、新制大学となった。同年には、理学部教授湯川秀樹が日本人初のノーベル賞に輝き、京都大学ではこれを記念して湯川記念館を設置。その後、湯川記念館は基礎物理学研究所に改組されている。
1968年、青年医師連合の京都大学の支部による医学部大学院入試ボイコットの呼びかけに応じなかった受験生に青医連メンバーが暴行を働いたいわゆる「青医連事件」が発生。これを端緒として教養部は無期限ストに入り、学生部は閉鎖された。東大のような入試中止という事態は免れたものの、戦後初めて卒業式が中止に追い込まれ、さらに翌年度になってもいくつかの建物の閉鎖は依然続き、全面解除は9月まで持ち越されている。なお、1973年度は、入学式が中止になっている。
1992年（平成4年）、総合人間学部が設置され、翌年には教養部が廃止、同時に大学院大学への移行も行われ、現行の大学組織の形に改編された。1997年に京都大学は創立百周年を迎えた。そして2004年、国の改革の一つとして国立大学法人法が施行され、その規定により京都大学は国立大学法人に改組した。2017年6月、指定国立大学法人に指定される。
本稿ではこれらの経緯から、創立は第三高等学校の前身である舎密局の設置年である1869年、設立は京都帝国大学が誕生した1897年としている。

### 年表

#### 明治
- 明治2年（1869年）
  - 5月 舎密局設置
  - 9月 洋学校設置
- 明治3年（1870年）
  - 1月 舎密局を化学所に改組
  - 5月 化学所を理学所に改組
  - 10月 洋学校が理学所を併合、開成所に改組。
- 明治5年（1872年）8月 学制公布により、第四大学区第一番中学に改組。
- 1873年（明治6年）
  - 4月 大学区分画改正により、第三大学区第一番中学に改称。
  - 4月 開明学校に改組
- 1874年
  - 4月 大阪外国語学校に改組
  - 12月 大阪英語学校に改組
- 1879年4月 大阪専門学校に改組
- 1880年12月 大阪中学校に改組
- 1885年7月 大学分校に改組
- 1886年4月 高等中学校官制公布により、第三高等中学校に改組。
- 1895年9月 高等学校令公布により、第三高等学校に改組。
- 1897年
  - 6月 京都帝国大学設置
  - 9月 京都帝国大学内に、分科大学として理工科大学設置。
- 1899年
  - 9月 法科大学、医科大学設置。
  - 12月 附属図書館、医科大学附属医院設置。
- 1903年4月 医科大学を京都医科大学と福岡医科大学に分割。
- 1906年9月 文科大学設置
- 1907年3月 帝国大学特別会計法公布
- 1909年11月 台湾総督府より台湾演習林を移管。
- 1911年4月 九州帝国大学開設に伴い福岡医科大学を分離、京都医科大学は旧称復帰。

#### 大正
- 1912年（明治45年/大正元年）12月 朝鮮総督府より朝鮮演習林を貸与。
- 1913年
  - 8月 澤柳事件
  - 9月 吉田寮開寮
- 1914年7月 理工科大学を理科大学と工科大学に分割
- 1915年12月 樺太庁より樺太演習林古丹岸森林を移管
- 1916年12月 樺太庁より樺太演習林亞屯森林を移管
- 1917年7月 初の総長選挙を実施[21]。
- 1919年
  - 2月 各分科大学を学部に改称
  - 5月 経済学部設置
- 1921年4月 京都府北桑田郡知井村芦生に芦生演習林を開設
- 1923年
  - 4月 第七臨時教員養成所設置
  - 11月 農学部設置
- 1924年5月 農学部附属農場、農学部附属演習林設置
- 1925年12月 京都学連事件
- 1926年10月 化学研究所附置

#### 昭和
- 1929年（昭和4年）
  - 6月 昭和天皇が、和歌山県西牟婁郡白浜町の、理学部附属瀬戸臨海研究所を訪問
- 1930年（昭和5年）
  - 3月 第七臨時教員養成所廃止
  - 6月 理学部附属瀬戸臨海研究所の水槽室を一般公開
- 1931年9月 関西六校野球連盟結成[22]
- 1933年5月 滝川事件
- 1938年6月 清野事件。医学部教授の清野謙次が、京都の寺社からの窃盗の容疑で逮捕され、その結果、懲戒免職の処分を受ける。また、総長の濱田耕作も引責辞任する。
- 1939年
  - 5月 臨時附属医学専門部設置
  - 8月 人文科学研究所附置
- 1941年
  - 3月 結核研究所附置
  - 11月 工学研究所附置
- 1943年
  - 10月 大学院特別研究生制度実施（1958年廃止）
  - 11月 出陣学徒武運長久祈願祭並びに壮行会（平安神宮）に参加[23]。
- 1944年
  - 4月 臨時附属医学専門部を附属医学専門部に改組
  - 5月 木材研究所附置
- 1945年9月17日 広島市郊外の大野陸軍病院で原子爆弾の調査を行っていた真下俊一教授らが、枕崎台風による土石流被害に遭い殉職[24][25]。
- 1946年9月 食糧科学研究所附置。正規の学生として初めて女子が入学（入学者1505名中17名）[26]。
- 1947年10月 京都大学に改称
- 1949年
  - 1月 人文科学研究所に外務省所轄の東方文化研究所と民間機関の西洋文化研究所を統合。
  - 5月 第三高等学校を統合、新制京都大学に改組。教育学部、分校設置。
- 1951年
  - 4月 防災研究所附置。医学部附属看護学校設置。
  - 5月 綜合原爆展
  - 11月 京大天皇事件
- 1952年3月 附属医学専門部廃止
- 1953年
  - 4月 新制大学院設置（文学・教育学・法学・経済学・理学・薬学・工学・農学研究科を設置）
  - 7月 基礎物理学研究所附置
  - 11月 荒神橋事件
- 1954年
  - 3月 分校を教養部と改称
  - 4月 医学部附属助産婦学校設置
- 1955年4月 大学院医学研究科設置
- 1956年4月 ウィルス研究所附置
- 1959年4月 医学部附属衛生検査技師学校設置
- 1960年4月 薬学部設置
- 1961年5月 工業教員養成所設置
- 1962年4月 経済研究所附置
- 1963年4月 数理解析研究所、原子炉実験所附置。
- 1964年 熊野寮開寮
- 1965年4月 東南アジア研究センター設置
- 1966年4月 保健管理センター設置
- 1967年6月 霊長類研究所附置。結核研究所を結核胸部疾患研究所に改称。
- 1969年
  - 1月 京大紛争
  - 6月 大型計算機センター設置。工業教員養成所廃止。
  - 11月7日 京大紛争の中で文学部新館第一講義室が放火される[27]。
- 1971年4月 放射性同位元素総合センター設置。工学研究所を原子エネルギー研究所に改称。
- 1972年
  - 4月 医学部附属衛生検査技師学校を医学部附属臨床検査技師学校に改称。
  - 5月 体育指導センター設置
- 1975年4月 医療技術短期大学部設置、医学部附属助産婦学校および看護婦学校廃止。
- 1976年5月 工学部附属超高温プラズマ研究施設をヘリオトロン核融合研究センターに改組。放射線生物研究センター設置。
- 1977年
  - 4月 環境保全センター設置
  - 6月 評議会が竹本信弘経済学部助手の分限免職処分決定（竹本処分事件、竹本処分粉砕とも）
  - 7月 埋蔵文化財研究センター設置
- 1978年
  - 3月 医学部附属臨床検査技師学校廃止
  - 4月 情報処理教育センター設置
- 1980年4月 医用高分子研究センター設置
- 1981年4月 工学部附属電離層研究施設を超高層電波研究センターに改組
- 1986年4月 アフリカ地域研究センター設置
- 1988年
  - 4月 結核胸部疾患研究所を胸部疾患研究所と改称。遺伝子実験施設設置。
  - 12月 国際交流センター設置

#### 平成
- 1990年（平成2年）6月 生体医療工学研究センター、留学生センター設置。医用高分子研究センター、国際交流センター廃止。
- 1991年4月 大学院人間・環境学研究科、生態学研究センター設置。木材研究所を木質科学研究所と改称。
- 1992年10月 総合人間学部設置
- 1993年
  - 3月 教養部廃止
  - 1月 矢野事件
- 1994年6月 高等教育教授システム開発センター設置
- 1996年4月 大学院エネルギー科学研究科、アフリカ地域研究資料センター設置。原子エネルギー研究所とヘリオトロン核融合研究センターを統合してエネルギー理工学研究所に改組。アフリカ地域研究センター廃止。
- 1997年4月 総合博物館設置。情報処理教育センターと工学部附属高度情報開発実験施設を統合して総合情報メディアセンターに改組。
- 1998年4月 大学院アジア・アフリカ地域研究研究科、情報学研究科設置。胸部疾患研究所と生体医療工学研究センターを統合して再生医科学研究所に改組。
- 1999年4月 大学院生命科学研究科設置
- 2000年
  - 4月 超高層電波研究センターを宙空電波科学研究センターに改組
  - 11月 大学文書館設置
- 2001年4月 食糧科学研究所を大学院農学研究科に統合。国際融合創造センター設置。
- 2002年4月 地球環境学大学院（大学院地球環境学堂・地球環境学舎・三才学林）、低温物質科学研究センター、福井謙一記念研究センター設置。大型計算機センター、総合情報メディアセンター、学術情報ネットワーク機構を統合し、学術情報メディアセンター設置。
- 2003年4月 理学研究科附属瀬戸臨海実験所、農学研究科附属演習林、亜熱帯植物実験所、水産実験所を統合し、フィールド科学教育研究センターに改組。高等教育教授システム開発センター、学術情報メディアセンターの一部、総合人間学部の一部を改組して高等教育研究開発推進センターを設置。高等教育研究開発推進機構設置。体育指導センター廃止。
- 2004年4月 木質科学研究所と宙空電波科学研究センターを統合し、生存圏研究所に改組。東南アジア研究センターが附置研究所に昇格。遺伝子実験施設を廃止。国立大学法人法の規定により国立大学法人となる。
- 2005年
  - 1月 石垣カフェ開店
  - 4月 留学生センターを国際交流センターに改組。環境安全保健機構、国際イノベーション機構、国際交流機構、情報環境機構、図書館機構設置。
  - 11月 事務本部を経営企画本部と教育研究推進本部に分割・改組
  - 12月 京都大学アメフト部レイプ事件
- 2006年
  - 4月 薬学教育6年制移行により、薬学部薬学科を6年制に移行（総合薬学科廃止）4年制学科の薬科学科を設置。公共政策大学院（大学院公共政策連携研究部・公共政策教育部）と経営管理大学院（大学院経営管理研究部・経営管理教育部）設置。地域研究統合情報センターを設置し、国立民族学博物館より事業継承。本部事務組織を改組。生存基盤科学研究ユニット設置。
  - 7月 次世代開拓研究ユニット設置
  - 9月 女性研究者支援センター設置
- 2007年
  - 3月 医療短期大学部を廃止
  - 4月 こころの未来研究センター、先端医工学研究ユニット、生命科学系キャリアパス形成ユニット設置。
- 2010年4月 iPS細胞研究所設置
- 2011年3月11日 東日本大震災発生。京都大学の設備に被害は無かったが、旅行で仙台空港の傍にいた4年生3人が津波に呑まれ、23日に死亡が判明した。京大は3人とも卒業要件を満たしていたことから、特例で卒業を認めた。
- 2013年
  - 4月 5年制博士課程の大学院総合生存学館設置
  - 6月 東京大学とのスポーツ対校戦を双青戦と命名
- 2016年
  - 4月1日 吉田キャンパス北部構内と大阪府高槻市にあった農学研究科附属農場が木津川市に全面移転。
  - 10月1日 ウイルス研究所と再生医科学研究所が統合してウイルス・再生医科学研究所が発足。
- 2017年
  - 1月1日 東南アジア研究所と地域研究統合情報センターが統合し、東南アジア地域研究研究所が発足。
  - 6月 指定国立大学法人に指定される。
- 2018年
  - 4月1日 原子炉実験所を複合原子力科学研究所と改称。放射線生物研究センターを廃止し大学院生命科学研究科に統合。大学院横断教育プログラム推進センター設置。
  - 10月 高等研究院ヒト生物学高等研究拠点設置。
- 2019年4月 文化財総合研究センターを廃止し文学研究科に統合。

#### 令和
- 2019年7月 オープンイノベーション機構設置。
- 2020年4月 SARSコロナウイルス2の感染拡大により入学式が中止となる（1969年以来51年ぶり。2021年4月7日に挙行）。
- 2021年4月 法政策共同研究センター設置。
- 2022年4月1日
  - ウイルス・再生医科学研究所を医生物学研究所と改称[28]。
  - 霊長類研究所をヒト行動進化研究センターなどに改組[29]。
  - こころの未来研究センターを「人と社会の未来研究院」と改称[30]。学生総合支援センターを学生総合支援機構に改組[31]。
- 2024年4月 工学部工業化学科を理工化学科と改称[32]

## 基礎データ

### 所在地
一部の研究所、施設を除き、キャンパスは全て京都府内に所在する。
- 吉田キャンパス（京都市左京区吉田本町ほか）
- 宇治キャンパス（京都府宇治市五ヶ庄）
- 桂キャンパス（京都市西京区京都大学桂）

### 象徴

#### 学歌
作詞 水梨彌久、作曲 下総皖一。1939年に出された『青少年学徒ニ賜ハリタル勅語』に応えるものとして1940年に制定された。歌詞は前年に学内で公募されたもので、卒業生の水梨の作品が一等に選ばれた。卒業式と入学式などで使われる。なお、卒業生で指揮者の朝比奈隆のファーストレコーディングは、この学歌である（テイチク。演奏は京都大学交響楽団）。旧帝国大学では唯一の学歌である。歌詞は京都大学の公式サイト上に紹介されている。
1997年の創立百周年を期に新しい学歌の制定を計画し、歌詞の募集も行われたが、結局『従来の学歌の方がよい』との意見が多数を占めたため、計画は中止された。
その他の京都大学に関係する歌としては以下がある。
学生歌
作詞 長崎太郎、作曲 芥川徹。1953年制定。歌詞は公募によるもの。
応援歌『新生の息吹』
作詞 中川裕朗、作曲 多田武彦。1958年制定。歌詞は公募によるもの。
応援歌『花の香薫りぬ』
作詞 久保田規美夫、作曲 橋本崇志。1959年制定。
応援歌『ダークブルー 海の碧』
作詞 白石裕、作曲 元山邦夫。1961年制定。歌詞は公募によるもの。
応援歌『ひとつの魂』
作詞 酒井裕、作曲 京都大学吹奏楽団。1991年制定。歌詞は公募によるもの。
逍遥の歌（紅もゆる）
作詞 澤村胡夷、作曲 y.k（本名不明）。1904年。
第三高等学校のあるクラスのクラス歌が、全校に広まり、第三高等学校・京都大学を象徴する歌となった。1946年に黒澤明監督の映画『わが青春に悔なし』の挿入歌に使われたことで全国にも知られるようになった。当初の歌詞は現在伝わっているものと一部異なる。
月見草
作詞 岡本扇一、作曲 一高寮歌。1919年。
琵琶湖周航の歌
作詞 小口太郎、作曲 吉田千秋。1917年。
第三高等学校水上部（現京都大学ボート部）部員の小口太郎が琵琶湖周航の途上に作詞した。曲は当時部員の間で流行していた歌『ひつじぐさ』（作曲 吉田千秋）を流用している。第三高等学校の寮生らに愛唱された。
アルトハイデルベルク
アルト・ハイデルベルクを基にした学生歌。戦後、吉田寮の寮生らに愛唱された。
京都大学寄宿舎寮歌
作詞 田淵昇、作曲 野崎始。1935年。

#### 学旗
学歌と同じ趣旨で1940年に制定された。学旗の意匠は京都大学の公式サイト上に紹介されている。

#### スクールカラー
スクールカラーは濃青  である。

#### エンブレム
吉田キャンパス時計台前のクスノキを図案化したものが大学のエンブレムとして使用されている。元々は1950年頃から「事務局シール」として印刷物などに用いられていたもので、1990年に正式にエンブレムとして了承された。

## 教育および研究

### 組織

#### 学部
- 総合人間学部[注釈 1]
  - 総合人間学科
    - 人間科学系
    - 国際文明学系
    - 文化環境学系
    - 認知情報学系
    - 自然科学系
- 文学部[注釈 2]
  - 人文学科
    - 哲学基礎文化学系
      - 哲学専修
      - 西洋哲学史（古代・中世・近世）専修
      - 日本哲学史専修
      - 倫理学専修
      - 宗教学専修
      - キリスト教学専修
      - 美学美術史学専修

    - 東洋文化学系
      - 国語学国文学専修
      - 中国語学中国文学専修
      - 中国哲学史専修
      - インド古典学専修
      - 仏教学専修

    - 西洋文化学系
      - 西洋古典学専修
      - スラブ語学スラブ文学専修
      - ドイツ語学ドイツ文学専修
      - 英語学英米文学専修
      - フランス語学フランス文学専修
      - イタリア語学イタリア文学専修

    - 歴史基礎文化学系
      - 日本史学専修
      - 東洋史学専修
      - 西南アジア史学専修
      - 西洋史学専修
      - 考古学専修

    - 行動・環境文化学系
      - 心理学専修
      - 言語学専修
      - 社会学専修
      - 地理学専修

    - 基礎現代文科学系
      - 科学哲学科学史専修
      - メディア文化学専修
      - 現代史学専修
- 教育学部[注釈 3]
  - 教育科学科
    - 現代教育基礎学系
    - 教育心理学系
    - 相関教育システム論系
- 法学部[注釈 4]

- 経済学部[注釈 5]
  - 経済経営学科
- 理学部[注釈 6]
  - 理学科
    - 数理科学系（数学）
    - 物理科学系（物理学・宇宙物理学）

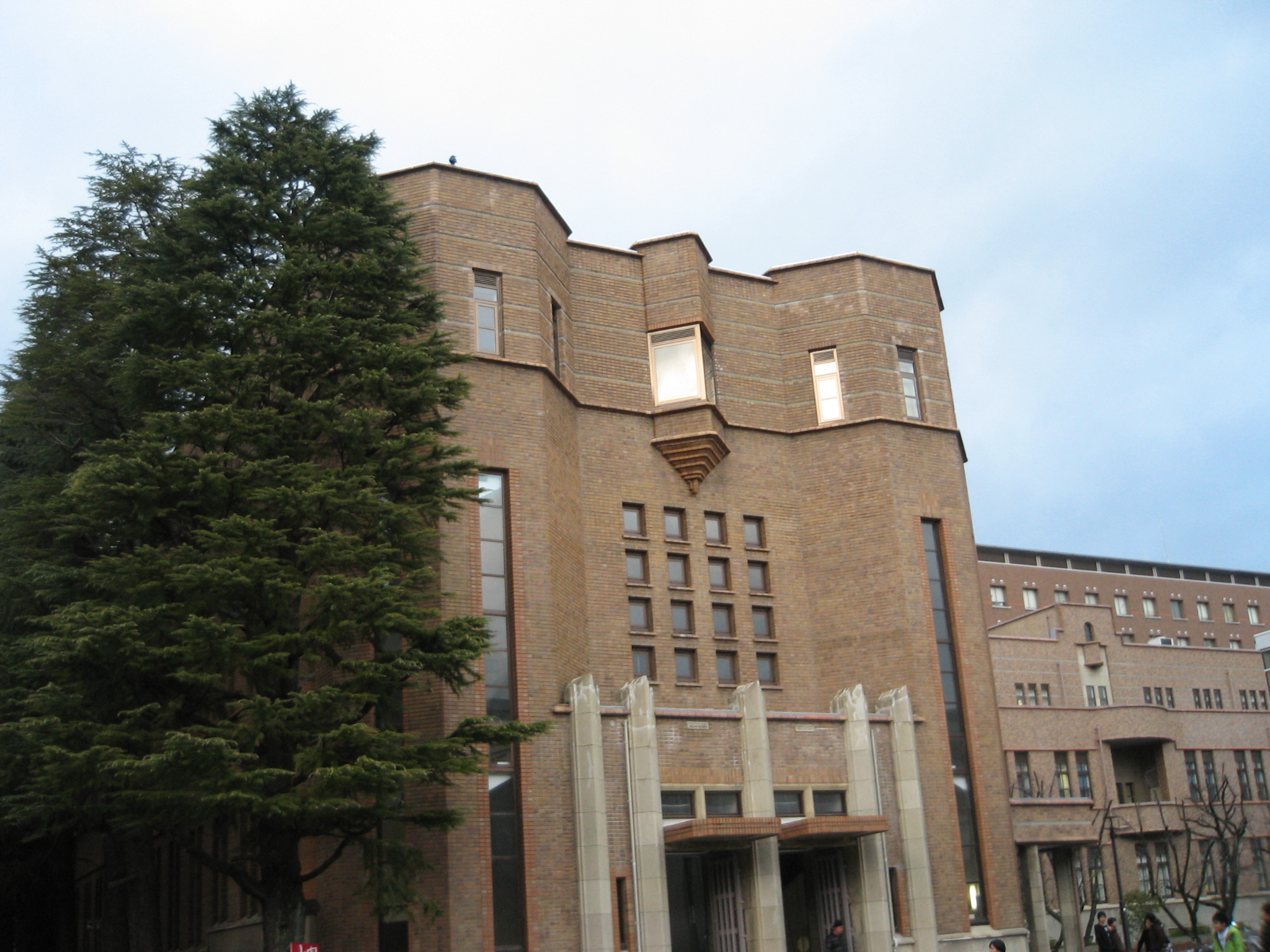
法経済学部本館（吉田キャンパス）

    - 地球惑星科学系（地球物理学・地質学鉱物学）

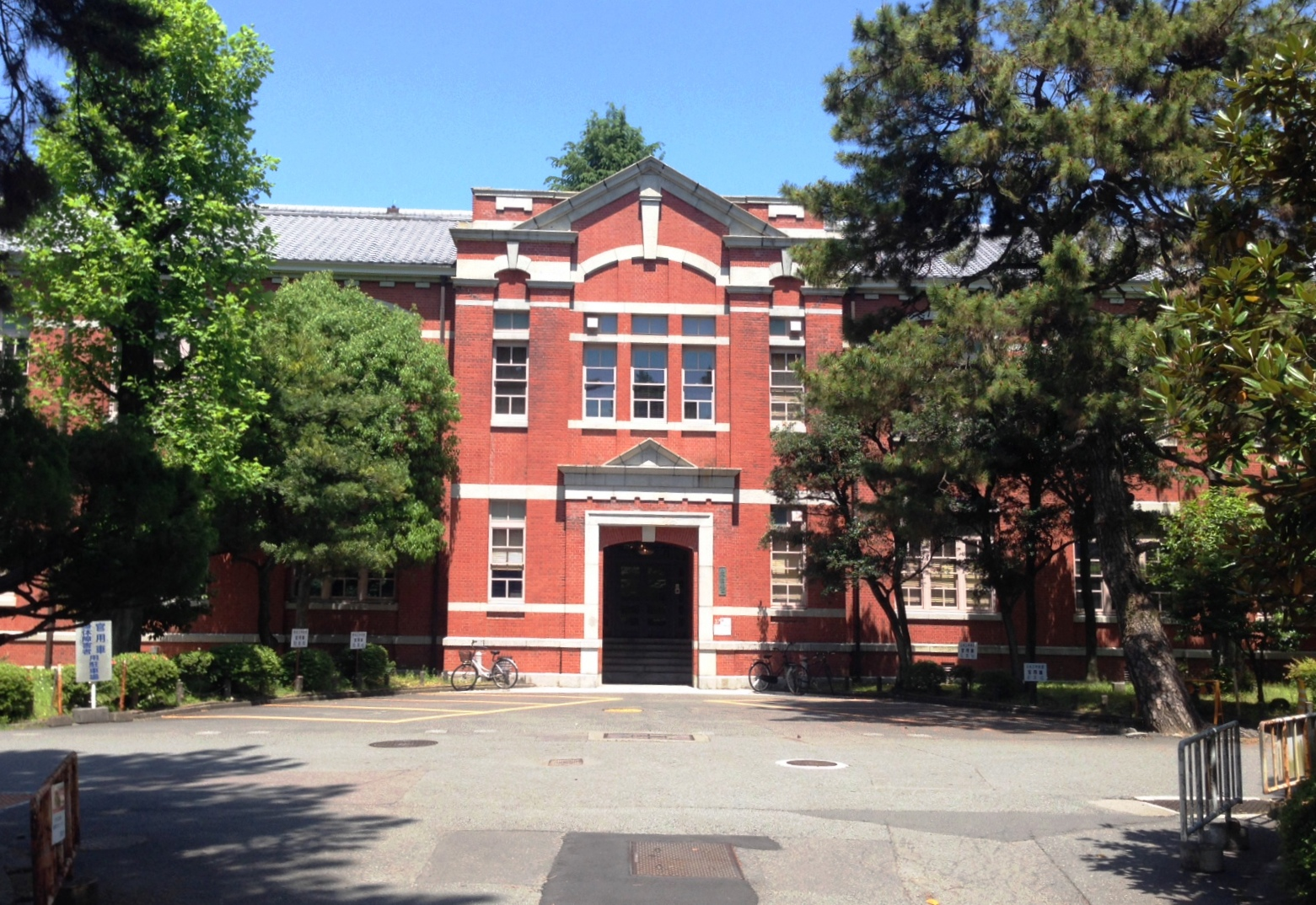
工学部土木工学教室本館（吉田キャンパス）

    - 化学系
    - 生物科学系
- 医学部
  - 医学科（6年制）[注釈 7]
  - 人間健康科学科
    - 2017年度入学生から[注釈 8]
      - 先端看護科学コース
        - 基礎看護学講座
        - 臨床看護学講座
        - 家族看護学講座
        - 地域看護学講座

      - 先端リハビリテーション科学コース
        - 理学療法学講座
        - 作業療法学講座

      - 総合医療科学コース
        - 生命・基礎医科学講座
        - 臨床医科学講座
- 薬学部
  - 薬学科（6年制）[注釈 9]
  - 薬科学科（4年制）[注釈 10]
- 工学部
  - 地球工学科[注釈 11]
  - 建築学科[注釈 12]
  - 物理工学科[注釈 13]
  - 電気電子工学科[注釈 14]
  - 情報学科[注釈 15]
  - 工業化学科[注釈 16][注釈 17]

- 農学部
  - 資源生物科学科[注釈 18]
  - 応用生命科学科[注釈 19]
  - 地域環境工学科[注釈 20]
  - 食料・環境経済学科[注釈 21]
  - 森林科学科[注釈 22]
  - 食品生物科学科[注釈 23]

#### 研究科
- 文学研究科
  - 文献文化学専攻
  - 思想文化学専攻
  - 歴史文化学専攻
  - 行動文化学専攻
  - 現代文化学専攻
  - 京都大学・ハイデルベルク大学国際連携文化越境専攻（修士課程）
- 教育学研究科
  - 教育学環専攻
- 法学研究科
  - 法政理論専攻
  - 法曹養成専攻（専門職学位課程、法科大学院）
- 経済学研究科
  - 経済学専攻
    - 研究者養成プログラム
    - 高度専門人材養成プログラム
    - 東アジア持続的経済発展研究コース

  - 京都大学国際連携グローバル経済・地域創造専攻（修士課程）
- 理学研究科
  - 数学・数理解析専攻
  - 物理学・宇宙物理学専攻
  - 地球惑星科学専攻
  - 化学専攻
  - 生物科学専攻

- 医学研究科
  - 医学専攻（4年制博士課程）
  - 医科学専攻（修士課程・博士後期課程）

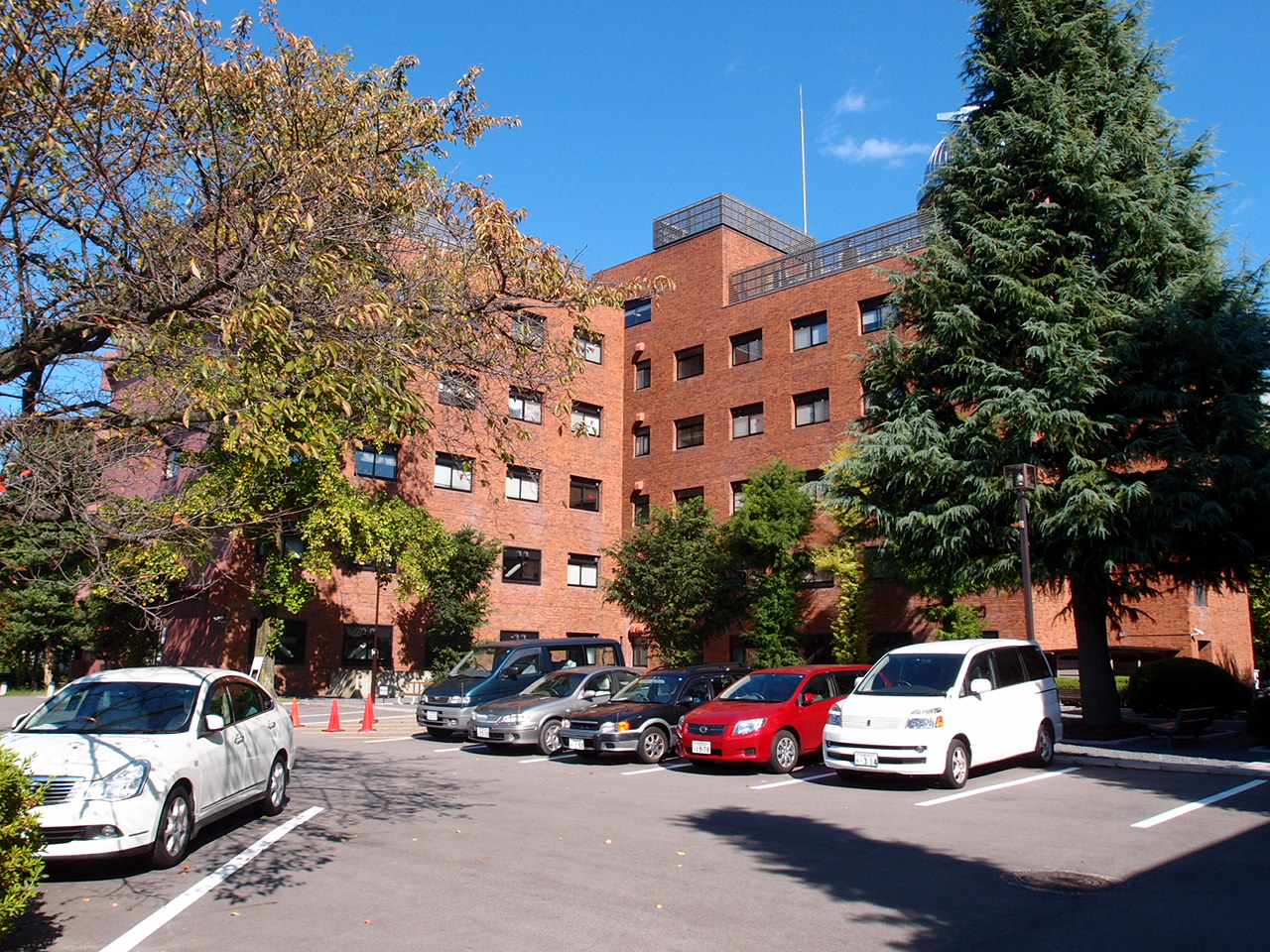
理学研究科4号館（吉田キャンパス）

  - 社会健康医学系専攻（専門職学位課程、公衆衛生大学院・博士後期課程）
  - 人間健康科学系専攻
  - 京都大学・マギル大学ゲノム医学国際連携専攻（4年制博士課程）
- 薬学研究科
  - 薬科学専攻（平成22年度入学者以降）
  - 薬学専攻（4年生博士課程、平成24年度入学者以降）
  - 創発医薬科学専攻（5年一貫制博士課程）
- 工学研究科
  - 社会基盤工学専攻
  - 都市社会工学専攻
  - 都市環境工学専攻
  - 建築学専攻
  - 機械理工学専攻
  - マイクロエンジニアリング専攻
  - 航空宇宙工学専攻
  - 原子核工学専攻
  - 材料工学専攻
  - 電気工学専攻
  - 電子工学専攻
  - 材料化学専攻
  - 物質エネルギー化学専攻
  - 分子工学専攻
  - 高分子化学専攻
  - 合成・生物化学専攻
  - 化学工学専攻
- 農学研究科
  - 農学専攻
  - 森林科学専攻
  - 応用生命科学専攻
  - 応用生物科学専攻
  - 地域環境科学専攻
  - 生物資源経済学専攻
  - 食品生物科学専攻
- 人間・環境学研究科
  - 人間・環境学専攻（令和5年度入学者以降）
  - 共生人間学専攻（令和4年度入学者以前）
  - 共生文明学専攻（令和4年度入学者以前）
  - 相関環境学専攻（令和4年度入学者以前）
- エネルギー科学研究科
  - エネルギー社会・環境科学専攻
  - エネルギー基礎科学専攻
  - エネルギー変換科学専攻
  - エネルギー応用科学専攻
- アジア・アフリカ地域研究研究科（5年一貫制博士課程）
  - 東南アジア地域研究専攻
  - アフリカ地域研究専攻
  - グローバル地域研究専攻
- 情報学研究科
  - 情報学専攻（令和5年度入学者以降）
  - 知能情報学専攻（令和4年度入学者以前）
  - 社会情報学専攻（令和4年度入学者以前）
  - 先端数理科学専攻（令和4年度入学者以前）
  - 数理工学専攻（令和4年度入学者以前）
  - システム科学専攻（令和4年度入学者以前）
  - 通信情報システム専攻（令和4年度入学者以前）
- 生命科学研究科
  - 統合生命科学専攻
  - 高次生命科学専攻
- 地球環境学堂・地球環境学舎・三才学林（「地球環境学大学院」）
  - 地球環境学堂（地球環境学研究部）
    - 地球益学廊
    - 地球親和技術学廊
    - 資源循環学廊

  - 地球環境学舎（地球環境学教育部）
    - 地球環境学専攻（博士課程）
    - 環境マネジメント専攻（修士課程・博士後期課程）

  - 三才学林（教育・研究支援組織）
- 公共政策連携研究部・公共政策教育部
  - 公共政策専攻（専門職学位課程、公共政策大学院）
- 経営管理研究部・経営管理教育部
  - 経営科学専攻
  - 経営管理専攻（専門職学位課程、経営管理大学院）
- 総合生存学館（思修館）
  - 総合生存学専攻

#### 短期大学部
- 医療技術短期大学部（2007年3月閉部）

#### 附属機関
- 附属図書館

機構
- 国際高等教育院
  - 附属国際学術言語教育センター
  - 附属日本語・日本文化教育センター
- 大学院教育支援機構
- 学生総合支援機構
- 環境安全保健機構
  - 環境管理部門
  - 安全管理部門
  - 放射線管理部門
  - 健康管理部門
  - 低温物質管理部門
  - 附属環境科学センター
  - 附属安全科学センター
  - 附属放射性同位元素総合センター
  - 附属健康科学センター
  - 附属物性科学センター
- 情報環境機構
  - IT企画室
  - 情報環境支援センター
- 図書館機構
- 産学官連携本部
- オープンイノベーション機構
- 国際戦略本部
- 人と社会の未来研究院

学部附属施設
医学部附属
- 病院（京大病院）

大学院研究科附属施設
文学研究科附属
- 文化遺産学・人文知連携センター

教育学研究科附属
- 臨床教育実践研究センター

法学研究科附属
- 国際法政文献資料センター
- 法政実務交流センター

経済学研究科附属
- プロジェクトセンター
- 東アジア経済研究センター

理学研究科附属
- 天文台

- 花山天文台（京都市山科区）
- 飛騨天文台（岐阜県高山市）

- 地磁気世界資料解析センター
- 地球熱学研究施設（大分県別府市）

- 火山研究センター（熊本県南阿蘇村）

- サイエンス連携探索センター

医学研究科附属
- 動物実験施設
- 先天異常標本解析センター
- 総合解剖センター
- 脳機能総合研究センター
- ゲノム医学センター
- 医学教育・国際化推進センター
- インキュベーションハブ京都

薬学研究科附属
- 薬用植物園
- 統合薬学教育開発センター

工学研究科附属
- 光・電子理工学教育研究センター
- 流域圏総合環境質研究センター（滋賀県大津市）
- 量子理工学教育研究センター
- 桂インテックセンター
- 情報センター
- 環境安全衛生センター
- グローバルリーダーシップ大学院工学教育推進センター

農学研究科附属
- 農場（京都府木津川市）

- 京都農場（北部構内）

- 牧場（京都府船井郡京丹波町）

人間・環境学研究科附属
- 学術越境センター

生命科学研究科附属
- 放射線生物研究センター
- 生命情報解析教育センター

経営管理研究部附属
- 経営研究センター

研究連携基盤（附置研究所・研究センター）
- 化学研究所
  - 物質創製化学研究系
  - 材料機能化学研究系
  - 生体機能化学研究系
  - 環境物質化学研究系
  - 複合基盤化学研究系
  - 附属先端ビームナノ科学センター
  - 附属元素科学国際研究センター
  - 附属バイオインフォマティクスセンター
- 人文科学研究所
  - 文化研究創成研究部門
  - 文化生成研究部門
  - 文化表象研究部門
  - 文化構成研究部門
  - 文化連関研究部門
  - 附属東アジア人文情報学研究センター
  - 附属現代中国研究センター
- 医生物学研究所
  - ウイルス感染研究部門
  - 再生組織構築研究部門
  - 生命システム研究部門
  - 附属感染症モデル研究センター
  - 附属再生実験動物施設
  - 附属ヒトES細胞研究センター
- エネルギー理工学研究所
  - エネルギー生成研究部門
  - エネルギー機能変換研究部門
  - エネルギー利用過程研究部門
  - 附属エネルギー複合機構研究センター
- 生存圏研究所
  - 中核研究部
    - 生存圏診断統御研究系
    - 生存圏戦略流動研究系
    - 生存圏開発創成研究系

  - 開放型研究推進部
    - 信楽MU観測所（滋賀県甲賀市信楽町神山）
      - MUレーダー（中層超高層大気観測用大型レーダー）

    - 赤道大気レーダー（大気観測用ドップラーレーダー、EAR）（インドネシア西スマトラ州）

  - 附属生存圏学際萌芽研究センター
    - 生存圏科学萌芽研究
    - 生存圏ミッション研究
- 防災研究所
  - 総合防災研究グループ
    - 社会防災研究部門
    - 附属巨大災害研究センター

  - 地震・火山研究グループ
    - 地震防災研究部門
    - 附属地震災害研究センター
      - 上宝観測所（岐阜県高山市）
      - 北陸観測所（福井県鯖江市）
      - 逢坂山観測所（滋賀県大津市）
      - 屯鶴峯観測所（奈良県香芝市）
      - 阿武山観測所（大阪府高槻市）
      - 鳥取観測所（鳥取県鳥取市）
      - 徳島観測所（徳島県石井町）
      - 宮崎観測所（宮崎県宮崎市）

    - 附属火山活動研究センター（鹿児島県鹿児島市桜島横山町）
      - 桜島火山観測所

  - 地盤研究グループ
    - 地盤災害研究部門
    - 附属斜面未災学研究センター
      - 徳島地すべり観測所（徳島県三好市）

  - 大気・水研究グループ
    - 気象・水象災害研究部門
    - 附属流域災害研究センター（京都市伏見区）
      - 宇治川オープンラボラトリー
      - 大潟波浪観測所（新潟県上越市大潟区）
      - 穂高砂防観測所（岐阜県高山市）
      - 白浜海象観測所（和歌山県白浜町）
      - 潮岬風力実験所（和歌山県串本町）

    - 附属水資源環境研究センター
- 基礎物理学研究所
  - 物理学基礎研究部門
  - 物質構造研究部門
  - 極限構造研究部門
- 経済研究所
  - 経済情報解析研究部門
  - 経済制度研究部門
  - 経済戦略研究部門
  - ファイナンス研究部門
  - 現代経済分析研究部門
  - 附属複雑系経済研究センター
  - 附属先端政策分析研究センター
- 数理解析研究所
  - 基礎数理研究部門
  - 無限解析研究部門
  - 応用数理研究部門
  - 附属計算機構研究施設
- 複合原子力科学研究所（大阪府熊取町）
  - 原子力基礎工学研究部門
  - 粒子線基礎物性研究部門
  - 放射線生命科学研究部門
  - 附属粒子線腫瘍学研究センター
  - 附属安全原子力システム研究センター
- 東南アジア地域研究研究所
  - 相関地域研究部門
  - 政治経済共生研究部門
  - 社会共生研究部門
  - 環境共生研究部門
  - グローバル生存基盤研究部門
- iPS細胞研究所
  - 未来生命科学開拓部門
  - 増殖分化機構研究部門
  - 臨床応用研究部門
  - 基盤技術研究部門

全国共同利用施設
- 学術情報メディアセンター
  - ネットワーク研究部門
  - コンピューティング研究部門
  - 社会情報解析基盤研究部門
  - ディジタルコンテンツ研究部門
  - 連携研究部門
- 生態学研究センター（滋賀県大津市）
- 野生動物研究センター
  - 比較認知科学研究部門
  - 動物園科学研究部門
  - 保全生物学研究部門
  - 人類進化科学研究部門
  - 健康長寿科学研究部門
  - 幸島観察所（宮崎県串間市）
  - 屋久島観察ステーション（鹿児島県屋久島町）
  - チンパンジー･サンクチュアリ宇土（熊本県宇城市）

学内共同教育研究施設
- 高等教育研究開発推進センター
  - 高等教育教授システム研究開発部門
  - 教育メディア研究開発部門
  - 教育アセスメント室
- 総合博物館
- フィールド科学教育研究センター
  - 研究推進部門
  - 森林生態系部門
  - 里域生態系部門
  - 海洋生態系部門
  - 芦生研究林（京都府南丹市）
  - 北海道研究林標茶区（北海道標茶町）、北海道研究林白糠区（北海道白糠町）
  - 和歌山研究林（和歌山県有田川町）
  - 上賀茂試験地（京都市北区）
  - 徳山試験地（山口県周南市）
  - 北白川試験地（京都市左京区）
  - 紀伊大島実験所（和歌山県串本町）

- 舞鶴水産実験所（京都府舞鶴市）
- 瀬戸臨海実験所（和歌山県白浜町）

- 白浜水族館

- 福井謙一記念研究センター
  - 理論研究部門
  - 総合研究部門
- ヒト行動進化研究センター（愛知県犬山市）
  - 高次脳機能分野
  - 統合脳システム分野
  - ゲノム進化分野
  - 附属人類進化モデルデンター
  - 附属国際共同先端研究センター

その他の学内組織等
- 大学文書館
- アフリカ地域研究資料センター
- 白眉センター
- 学際融合教育研究推進センター
- 高大接続・入試センター
- 研究連携基盤
- 学術研究支援室
- 大学院横断教育プログラム推進センター
- 男女共同参画推進本部

高等研究院

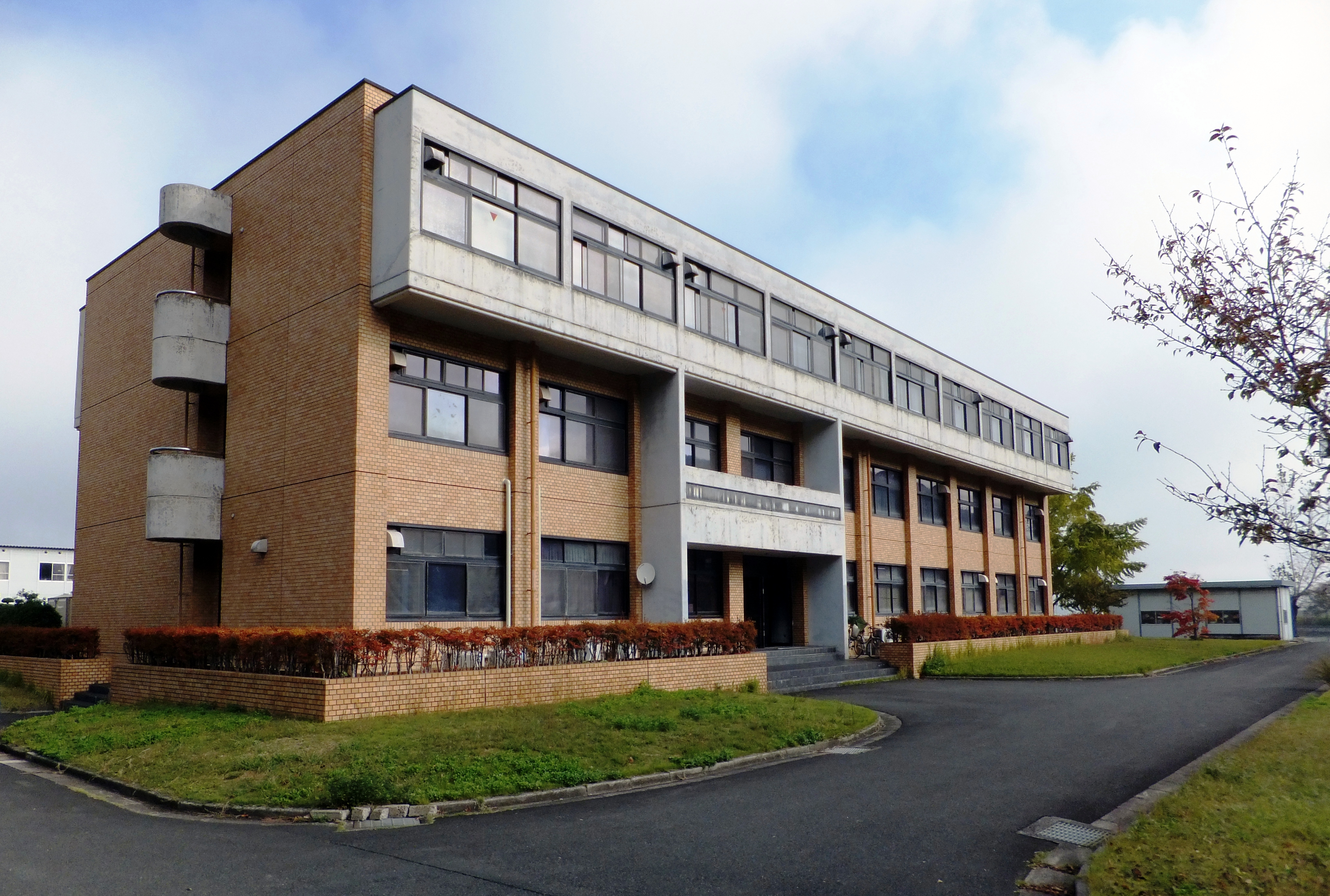
舞鶴水産実験所

- 物質-細胞統合システム拠点 (iCeMS)
  - 附属メゾバイオ1分子イメジングセンター
  - ケミカルスクリーニングセンター
- ヒト生物学高等研究拠点 (ASHBi)
- 理研-京大科学技術ハブ（連携拠点）
  - 理研-京大数理科学連携拠点
  - 豊田理研-京大連携拠点
  - 医学物理・医工計測グローバル拠点

#### 学術交流提携校
共同研究や研究者・学生の交流を行うため、170の大学・機関と大学間交流協定を結んでいる。また延べ965の大学・機関と部局間協定を結んでいる。（）内の数字は締結年。
- アジア
  -  中国
    - 西北大学 (1980)
    - 武漢大学 (1980)
    - 北京大学 (1983)
    - 清華大学 (1998)
    - 復旦大学 (2002)
    - 浙江大学 (2003)
    - 中国科学技術大学 (2005)
    - 南京大学 (2006)
    - 上海交通大学 (2008)
    - 西安交通大学 (2008)

  -  香港
    - 香港科技大学 (2005)

  -  台湾
    - 国立台湾大学 (2005)
    - 国立清華大学 (2006)
    - 国立成功大学 (2019)
    - 中央研究院 (2019)
    - 国立中興大学 (2020)

  -  韓国
    - 慶北大学校 (1980)
    - ソウル大学校 (1991)
    - 延世大学校 (1998)
    - 高麗大学校 (2002)
    - KAIST (2005)
    - 浦項工科大学校 (2007)
    - 建国大学校 (2012)
    - 梨花女子大学校 (2020)

  -  フィリピン
    - フィリピン大学 (2015)

  -  ブルネイ
    - ブルネイ・ダルサラーム大学 (2014)

  -  マレーシア
    - マラヤ大学 (2008)
    - マレーシア工科大学 (2016)
    - マレーシア国民大学 (2017)

  -  シンガポール
    - シンガポール国立大学 (1999)

  -  インドネシア
    - バンドン工科大学 (2006)
    - インドネシア大学 (2008)
    - ガジャ・マダ大学 (2012)
    - ボゴール農科大学 (2013)
    - ハサヌディン大学 (2014)
    - インドネシア科学院 (2014)
    - インドネシア泥炭復興庁 (2016)
    - リアウ大学 (2020)

  -  ベトナム
    - ベトナム国家大学ハノイ校 (2007)
    - フエ大学 (2007)
    - ハノイ工科大学 (2009)
    - ダナン大学 (2014)
    - ベトナム社会科学院 (VASS) (2020)

  -  ラオス
    - ラオス国立大学 (2002)

  -  タイ
    - カセサート大学 (1984)
    - タンマサート大学 (2005)
    - チュラーロンコーン大学 (2005)
    - マヒドン大学 (2014)
    - チエンマイ大学 (2014)
    - アジア工科大学院 (2017)
    - タイ国立科学技術開発庁 (2018)

  -  ミャンマー
    - マンダレー工科大学 (2013)
    - ヤンゴン工科大学 (2013)
    - ヤンゴン大学 (2015)
    - イェジン農業大学 (2017)

  -  ブータン
    - ブータン王立大学 (2013)

  -  ネパール
    - トリブバン大学 (2015)

  -  インド
    - バラナシ・ヒンドゥー大学 (2015)
    - インド工科大学ボンベイ校 (2015)
    - インド工科大学グワハチ校 (2016)
    - インド工科大学カーンプル校 (2016)
    - インド理科大学院 (2017)
    - ノースイースタンヒル大学 (2018)

  -  スリランカ
    - ペラデニア大学 (2020)
- 北アメリカ
  -  アメリカ合衆国
    - ウェイン州立大学 (1985)
    - スタンフォード大学 (1989)
    - カリフォルニア大学 (1990)
    - ポリテクニック大学（現：ニューヨーク大学技術工科大学）(1990)
    - ブラウン大学 (1992)
    - ジョージ・ワシントン大学 (1998)
    - タフツ大学 (1998)
    - イリノイ大学アーバナ・シャンペーン校 (1999)
    - ペンシルベニア大学 (1999)
    - ハワイ大学 (2003)
    - ミシガン大学 (2003)
    - ワシントン大学 (2011)
    - カリフォルニア大学デービス校 (2011)
    - カリフォルニア大学サンディエゴ校 (2014)
    - オーリン工科大学 (2014)
    - ノートルダム大学 (2014)
    - マサチューセッツ工科大学 (2015)
    - カリフォルニア大学バークレー校 (2015)
    - ライス大学 (2017)
    - フロリダ大学 (2019)
    - カリフォルニア大学ロサンゼルス校 (2021)

  -  カナダ
    - トロント大学 (1991)
    - ケベック州大学学長校長協議会 (1994)
    - ウォータールー大学 (2003)
    - マギル大学 (2014)
    - ブリティッシュコロンビア大学 (2014)
    - コンコルディア大学 (2014)
- ラテンアメリカ
  -  メキシコ
    - グアダラハラ大学 (1983)

  -  ブラジル
    - サンパウロ大学 (2014)
- ヨーロッパ
  -  イギリス
    - サセックス大学 (1989)
    - オックスフォード大学 (1991)
    - ケンブリッジ大学 (1997)
    - ノッティンガム大学 (1999)
    - エディンバラ大学 (2005)
    - シェフィールド大学 (2006)
    - マンチェスター大学 (2006)
    - ブリストル大学 (2011)
    - ロンドン大学教育研究所 (2011)
    - グラスゴー大学 (2013)
    - キングス・カレッジ・ロンドン (2014)
    - バーミンガム大学 (2015)
    - リーズ大学 (2016)
    - サウサンプトン大学 (2017)
    - ロンドン大学クイーン・メアリー (2020)

  -  アイルランド
    - ユニバーシティ・カレッジ・ダブリン (2014)
    - トリニティ・カレッジ (ダブリン大学) (2014)

  -  フランス
    - ストラスブール大学 (1991)
    - エコール・ノルマル・シュペリウール (2009)
    - フランス国立科学研究センター (CNRS) (2013)
    - ボルドー大学 (2014)
    - アグロポリス・インターナショナル (2014)
    - 社会科学高等研究院 (2015)
    - パリ国立高等鉱業学校 (2016)
    - フランス国立東洋言語文化研究所 (2016)
    - 高等師範学校 パリ・サクレー (2017)
    - パリ・サクレー大学 (2018)
    - グルノーブル・アルプ大学 (2020)

  -  スペイン
    - バルセロナ大学 (2014)
    - バルセロナ自治大学 (2017)

  -  ドイツ
    - ベルリン自由大学 (1984)
    - ルートヴィヒ・マクシミリアン大学ミュンヘン (1989)
    - ライン・フリードリヒ・ヴィルヘルム大学ボン (1990)
    - ルプレヒト・カール大学ハイデルベルク (1990)
    - フンボルト大学ベルリン (1998)
    - ミュンヘン工科大学 (2006)
    - ゲオルク・アウグスト大学ゲッティンゲン (2011)
    - カールスルーエ工科大学 (2011)
    - ケルン大学 (2013)
    - アーヘン工科大学 (2014)
    - ベルリン工科大学 (2016)
    - ハンブルク大学 (2017)
    - ドレスデン工科大学 (2018)
    - ドルトムント工科大学 (2019)

  -  ルクセンブルク
    - ルクセンブルク大学 (2016)

  -  ベルギー
    - ルーヴァン・カトリック大学（フランス語圏）(1997)
    - ルーヴェン・カトリック大学（オランダ語圏）(2020)

  -  オランダ
    - ライデン大学 (1997)
    - ユトレヒト大学 (1997)
    - フローニンゲン大学 (2013)
    - ワーヘニンゲン大学 (2018)

  -  スイス
    - スイス連邦工科大学 (1989)
    - ローザンヌ大学 (1997)
    - チューリッヒ大学 (2013)
    - スイス連邦工科大学ローザンヌ校 (EPFL) (2015)

  -  イタリア
    - シエナ大学 (1989)
    - ボローニャ大学 (1995)
    - ミラノ工科大学 (2014)
    - ヴェネツィア大学 (2015)

  -  オーストリア
    - ウィーン大学 (1993)

  -  チェコ
    - プラハ・カレル大学 (1990)
    - チェコ科学アカデミー (2021)

  -  ポーランド
    - ヤギェウォ大学 (2013)

  -  ウクライナ
    - キエフ工科大学 (2013)
    - キエフ大学 (2014)

  -  ノルウェー
    - ノルウェー科学技術大学 (2014)

  -  スウェーデン
    - ウプサラ大学 (1997)
    - ストックホルム大学 (1997)
    - スウェーデン王立工科大学 (KTH) (2005)
    - ルンド大学 (2014)

  -  フィンランド
    - ヘルシンキ大学 (2011)

  -  ロシア
    - モスクワ大学 (1987)
    - サンクトペテルブルク大学 (2013)
- オセアニア
  -  オーストラリア
    - クイーンズランド大学 (1981)
    - メルボルン大学 (1997)
    - ニューサウスウェールズ大学 (1998)
    - シドニー大学 (1999)
    - オーストラリア国立大学 (2008)

  -  ニュージーランド
    - オークランド大学 (1997)
- 中東
  -  イスラエル
    - テルアビブ大学 (1999)

  -  サウジアラビア
    - キング・アブドゥルアズィーズ大学 (2014)

  -  トルコ
    - コッチ大学 (2011)
- アフリカ
  -  エジプト
    - エジプト科学研究技術アカデミー (2010)
    - エジプト日本科学技術大学 (2012)

  -  スーダン
    - ハルツーム大学 (2001)

  -  エチオピア
    - アディス・アベバ大学 (2017)

  -  モロッコ
    - ムハンマド5世大学 (2016)

  -  ウガンダ
    - マケレレ大学 (2015)

  -  タンザニア
    - ソコイネ農業大学 (2019)

  -  コンゴ民主共和国
    - キンシャサ大学 (2015)

  -  ザンビア
    - ザンビア大学 (2019)

  -  ボツワナ
    - ボツワナ大学 (2012)

  -  ガーナ
    - ガーナ大学 (2017)

  -  ギニア
    - コナクリ大学 (2013)

  -  マダガスカル
    - アンタナナリヴ大学 (2019)
- その他
  - 本部・日本
    - 国際連合大学 (2005)
    - 国際協力機構 (JICA) (2010)

  - 本部・タイ王国
    - アセアン大学連合 (AUN) (2009)
    - アセアン+3大学連合 (ASEAN+3 UNet) (2012)
※ アセアン+3 とは、アセアン諸国に日本・中国・韓国を加えたものである。

  - 本部・アメリカ
    - 国際連合開発計画 (UNDP) (2016)

  - 本部・イタリア
    - 国際連合食糧農業機関 (FAO) (2016)

  - 本部・フランス
    - 国際連合教育科学文化機関（ユネスコ）［インターンシップ］(2012)
    - 国際連合教育科学文化機関（ユネスコ）［チェア］(2018)
    - 経済協力開発機構 (OECD) (2019)
    - 国際核融合エネルギー機構 (ITER) (2014)

  - 本部・インドネシア
    - 国際林業研究センター (CIFOR) (2016)

### 研究

#### 21世紀COEプログラム
採択23件
- 2002年
生命科学
  - 先端生命科学の融合相互作用による拠点形成
  - 生物多様性研究の統合のための拠点形成

化学、材料科学
  - 京都大学化学連携研究教育拠点（新しい物質変換化学の基盤構築と展開）
  - 学域統合による新材料科学の研究教育拠点

情報、電気、電子
  - 知識社会基盤構築のための情報学拠点形成
  - 電気電子基盤技術の研究教育拠点形成

人文科学
  - グローバル化時代の多元的人文学の拠点形成
  - 心の働きの総合的研究教育拠点

学際、複合、新領域
  - 世界を先導する総合的地域研究拠点の形成（フィールド・ステーションを活用した教育 ・研究体制の推進）
  - 環境調和型エネルギーの研究教育拠点形成
  - 災害学理の究明と防災学の構築
- 2003年
医学系
  - 病態解明を目指す基礎医学研究拠点
  - 融合的移植再生治療を目指す国際拠点形成

数学、物理学、地球科学
  - 先端数学の国際拠点形成と次世代研究者育成
  - 物理学の多様性と普遍性の探求拠点
  - 活地球圏の変動解明

機械、土木、建築、その他工学
  - 動的機能機械システムの数理モデルと設計論

社会科学
  - 21世紀型法秩序形成プログラム
  - 先端経済分析のインターフェイス拠点の形成

学際、複合、新領域
  - ゲノム科学の知的情報基盤・研究拠点形成
  - 微生物機能の戦略的活用による生産基盤拠点
  - 東アジア世界の人文情報学研究教育拠点
- 2004年
革新的な学術分野
  - 昆虫科学が拓く未来型食料環境学の創生

#### グローバルCOEプログラム
採択13件
- 2007年
生命科学
  - 生物の多様性と進化研究のための拠点形成

化学、材料科学
  - 物質科学の新基盤構築と次世代育成国際拠点

情報、電気、電子
  - 知識循環社会のための情報学教育研究拠点
  - 光・電子理工学の教育研究拠点形成

人文科学
  - 心が活きる教育のための国際的拠点

学際、複合、新領域
  - 生存基盤持続型の発展を目指す地域研究拠点
- 2008年
医学系
  - 生命原理の解明を基とする医学研究教育拠点

数学、物理学、地球科学
  - 数学のトップリーダーの育成
  - 普遍性と創発性から紡ぐ次世代物理学

機械、土木、建築、その他工学
  - アジア・メガシティの人間安全保障工学拠点

社会科学
  - 親密圏と公共圏の再編成をめざすアジア拠点

学際、複合、新領域
  - 地球温暖化時代のエネルギー科学拠点
- 2009年
学際、複合、新領域
  - 極端気象と適応社会の生存科学

### 教育

#### 教養科目
京都大学での学部段階での教育は、全学が対象の教養科目と各学部ごとの専門科目に大別される。このうち教養科目については、1993年の教養部廃止以降、全学共通科目を中心に再編された。教養科目と専門科目の分担は、1・2回生を教養課程、3回生以上を専門課程とするような学年による区分は行わず、1回生では教養科目を多く履修し、学年が上がるに従って専門科目の割合を徐々に増やし、卒業までに教養・専門のそれぞれで必要な単位を取得する方式を採っている。ただし学部によっては、途中の年次までに所定の教養科目の単位を取得していないと系登録・研究室配属などができない（事実上の留年）ことがある。
2013年度に全学共通で年間登録授業数の上限を定めるキャップ制が新規入学生に適用されることとなった。様々な科目を広く履修し、各学生が己の適性を探っていけるよう理学部や文学部は学科を細分せず単学科となっている。だが、キャップ制にはこれら既存の教育制度との齟齬があるとして、しばしば在学生の間で問題視されている。
教養科目の大半は全学共通科目であり、平成24年度までは以下の5群に分類されていた。
- A群：人文科学・社会科学系科目
- B群：自然科学系科目
- C群：外国語科目。留学生対象の日本語教育も含む。
- D群：保健体育科目
- EX群：大学コンソーシアム京都単位互換科目

平成28年度からは以下のように分類されている。
- 人文・社会科学科目群
- 自然科学科目群
- 外国語科目群
- 情報学科目群
- 健康・スポーツ科目群
- キャリア形成科目群
- 統合科学科目群
- 少人数教育科目群

教養科目の運営は、教養部廃止時には総合人間学部が担当していたが、2003年以降は新設された高等教育研究開発推進機構が担当している。
履修登録や休講・レポート・試験などの連絡を WEB 上で行うため、全学共通教育教務情報システム（略称 KULASIS = Kyoto University's Liberal Arts Syllabus Information System, クラシス）が運用されている。

#### 採択されているプログラム
- 特色ある大学教育支援プログラム
  - 外国語教育の再構造化-自律学習型CALLと国際的人材養成-
  - 相互研修型FDの組織化による教育改善
- 現代的教育ニーズ取組支援プログラム
  - 国際連携による地球・環境科学教育 -アジア地域の大学との同時進行型連携講義の構築と実践-
  - 新しい蘇生教育の広域展開する薬剤師育成
- 大学教育の国際化推進プログラム
  - 京都大学長期海外留学プログラム
- 法科大学院等専門職大学院形成支援プログラム
  - 実践的理論教育高度化プロジェクト
  - 実務基礎教育の在り方に関する調査研究
  - 臨床研究者養成プログラム
- 地域医療等社会的ニーズに対応した医療人教育支援プログラム
  - 先端医療の育・創薬を先導
- 魅力ある大学院教育イニシアティブ
  - 理論・実践融合型による教育学の研究者養成
  - 学際的エネルギー科学研究者養成プログラム
  - 社会との協創による情報システムデザイン
  - 化学教育トリニティ
  - 横断型系統的医学研究キャリアパス形成
  - 臨地教育研究による実践的地域研究者の養成
  - シミュレーション科学を支える高度人材育成
  - 生命科学キャリアディベロップメント
- 派遣型高度人材育成協同プラン
  - 大学院地球環境学舎インターンシップ

## 学生生活

### サークル活動
1916年に設立された朝比奈隆の出身サークルとして交響楽に詳しい人々の間では著名な京都大学交響楽団や学生新聞に当たる『京都大学新聞』を発行している京都大学新聞社などが知られている。また、京都大学SF研究会はSFファンダムにおいてローカルコン「京都SFフェスティバル」の主催などで知られている。
また、京都大学では学生運動の名残が残っており、近年でも石垣カフェといった事例が発生している。

### 学園祭
京都大学11月祭 (November Festival：NF)
例年11月下旬に4日間、吉田キャンパス内、吉田南構内および本部構内にて行われる最大級の学園祭である。京都大学11月祭全学実行委員会が主催する。
北部祭典
11月祭と同時期に北部構内で行われる。農学部自治会と理学部自治会が主催する。
京都大学11月祭前夜祭
11月祭の前日に吉田グラウンド内で行われる。応援団が主催する。
紅萠祭
例年4月上旬の数日間、吉田キャンパス内で行われる。体育会が主催する。

### スポーツ
京都大学体育会が課外スポーツの振興に当たっており、現在55のクラブが所属している関西の強豪校である。大学スポーツ協会には参加せず。京大のスクールカラーである濃青をシンボルカラーとし、濃青地に白で十字が染め抜かれた意匠「体育会十字」を旗などに使う。歌に関しては#学歌を参照。年に1度、4月に機関紙「濃青」を発行し、全新入生に配布している。全国七大学総合体育大会および近畿地区国公立大学体育大会の参加校である。また、2009年より、東京大学との間で、京都大学東京大学総合対校戦を開催している。
アメリカンフットボール部はギャングスターズの愛称を持ち、大学チャンピオン6回、日本チャンピオン4回の経験がある。特に1986年と1987年は、甲子園ボウル（東西大学王座決定戦）・ライスボウル（日本選手権）連覇を果たした。関西学生アメフト DIV1 所属。
硬式野球部は関西学生野球連盟に加盟し、旧関西六大学野球連盟時代に2度の優勝がある。帽子のロゴ「DB」は Dark Blue の略で、スクールカラー「濃青」に因んでいる。
ボート部は、全日本大学選手権大会などで男子舵手付きペアの優勝経験がある。
男子ラクロス部は、関西学生ラクロスリーグファイナルで2004年、2006年、2008年、2010年に優勝している。

### 学生フォーミュラ
2013年優勝。毎年レベルの高いマシン作りに定評がある。

## 大学関係者と組織

### 学生団体

#### 公認団体
- 体育会（55団体）
- 体育系サークル（32団体）
- 文化系サークル（98団体）

#### 非公認団体
- 吉田寮自治会

### 卒業生

#### 同窓会
全学規模の同窓会として、京都大学同窓会が2006年11月に発足した。
また学部・研究科や専門分野ごとに以下のような同窓会がある。
- 京都大学 総合人間学部 人間・環境学研究科同窓会
- 有信会（法学部）
- 芝蘭会（医学部） - 同窓会施設として芝蘭会舘を保有する。
- 以文会（文学部）
- 経済学部同窓会
- 京エネ会（エネルギー科学研究科）
- 京友会（教育学部）
- 京大建築会（工学部建築学科など）
- 京機会（京都大学機械系工学会）
- 京都大学地球物理学教室同窓会（大学院理学研究科地球物理学教室）
- 四明会（農学部・農学研究科）
- 中陽会（農学研究科食品生物科学専攻など）
- 京土会（工学部土木工学科など）
- 京都大学水曜会（工学部 資源工学・材料工学など）
- 京大薬友会（薬学部・薬学研究科）
- 洛友会（大学院工学研究科電気・電子工学専攻など）
- 工化会（工学部工業化学科・工学研究科化学系）
- 京大情報学同窓会（大学院情報学研究科）
- 鴻鵠会（公共政策大学院）
- 京都大学同窓会若手会（学部学科を問わず満45歳以外の卒業生限定）

また地域ごとの同窓会組織がいくつか存在する。

#### 学士会
社団法人学士会は、旧帝国大学出身者、教授・助教授・学長（経験者含む）で構成されており、もちろん京都大学の卒業生、修了生も加盟することができる。

### 大学関係者一覧

ノーベル賞を受賞した京都大学の卒業生または教員
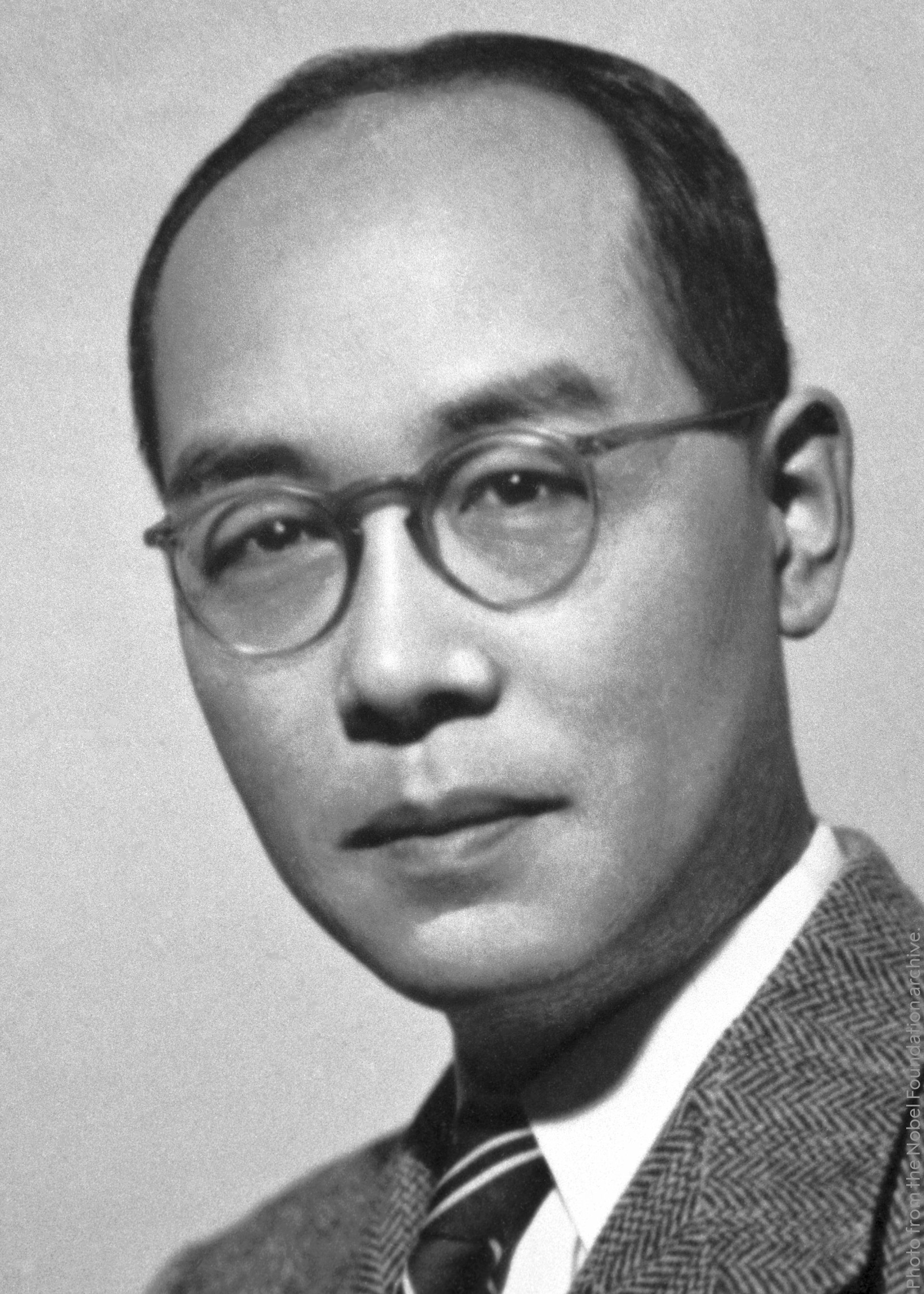
湯川秀樹, 物理学者, 1949
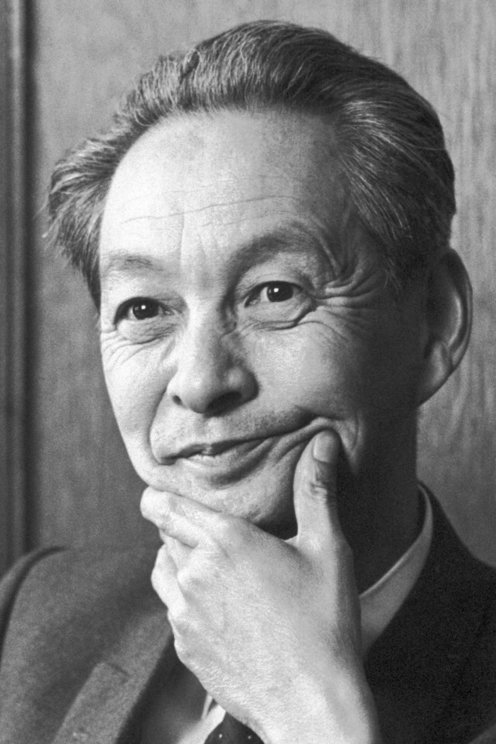
朝永振一郎, 物理学者, 1965
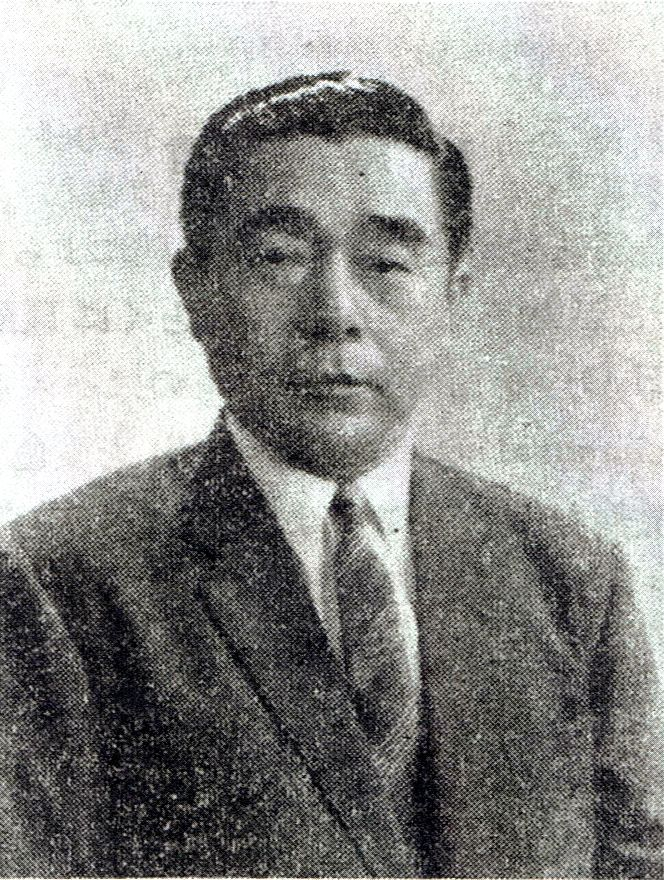
福井謙一, 化学者, 1981
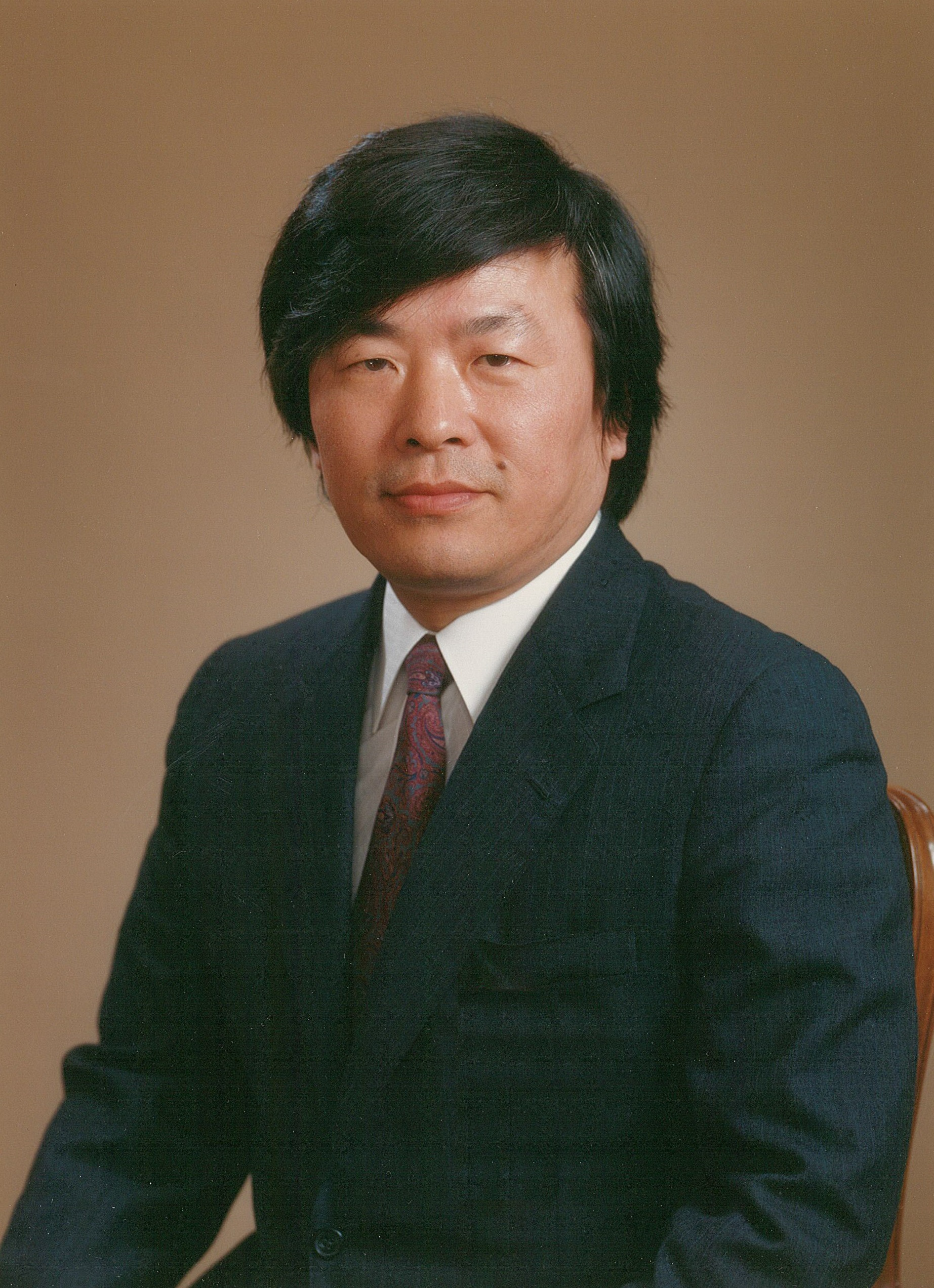
利根川進, 生物学者, 1987
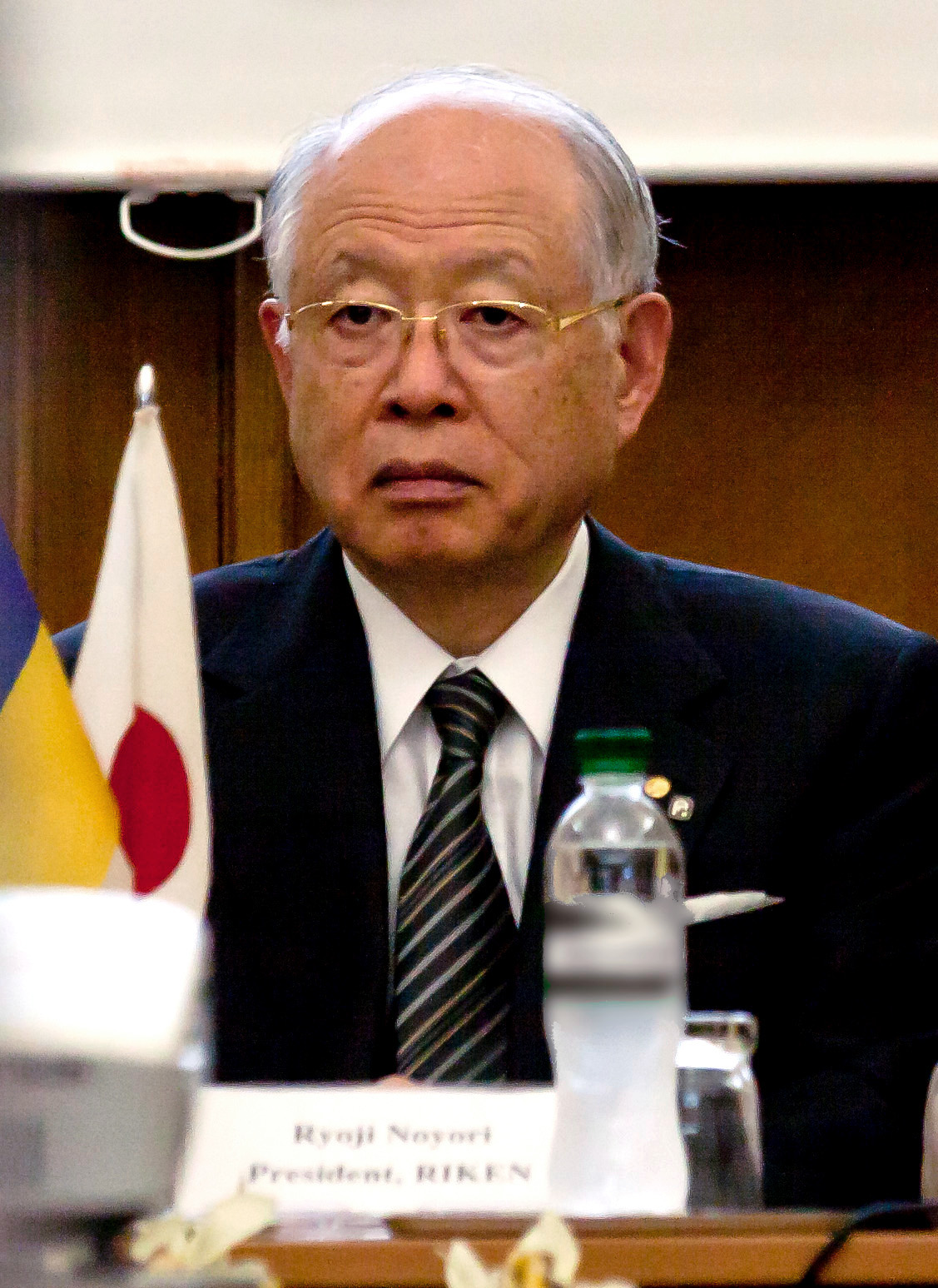
野依良治, 化学者, 2001
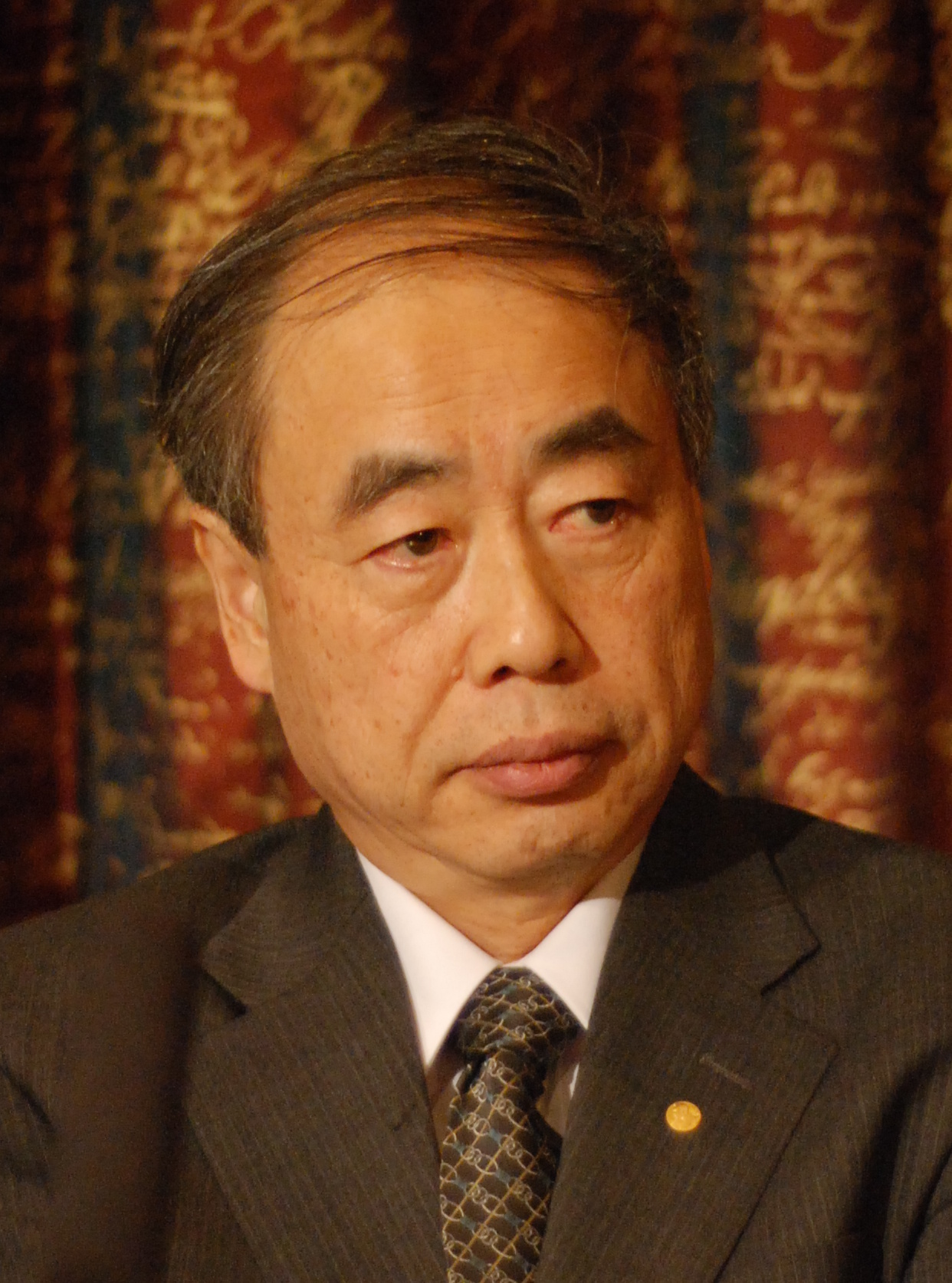
小林誠, 理論物理学者, 2008
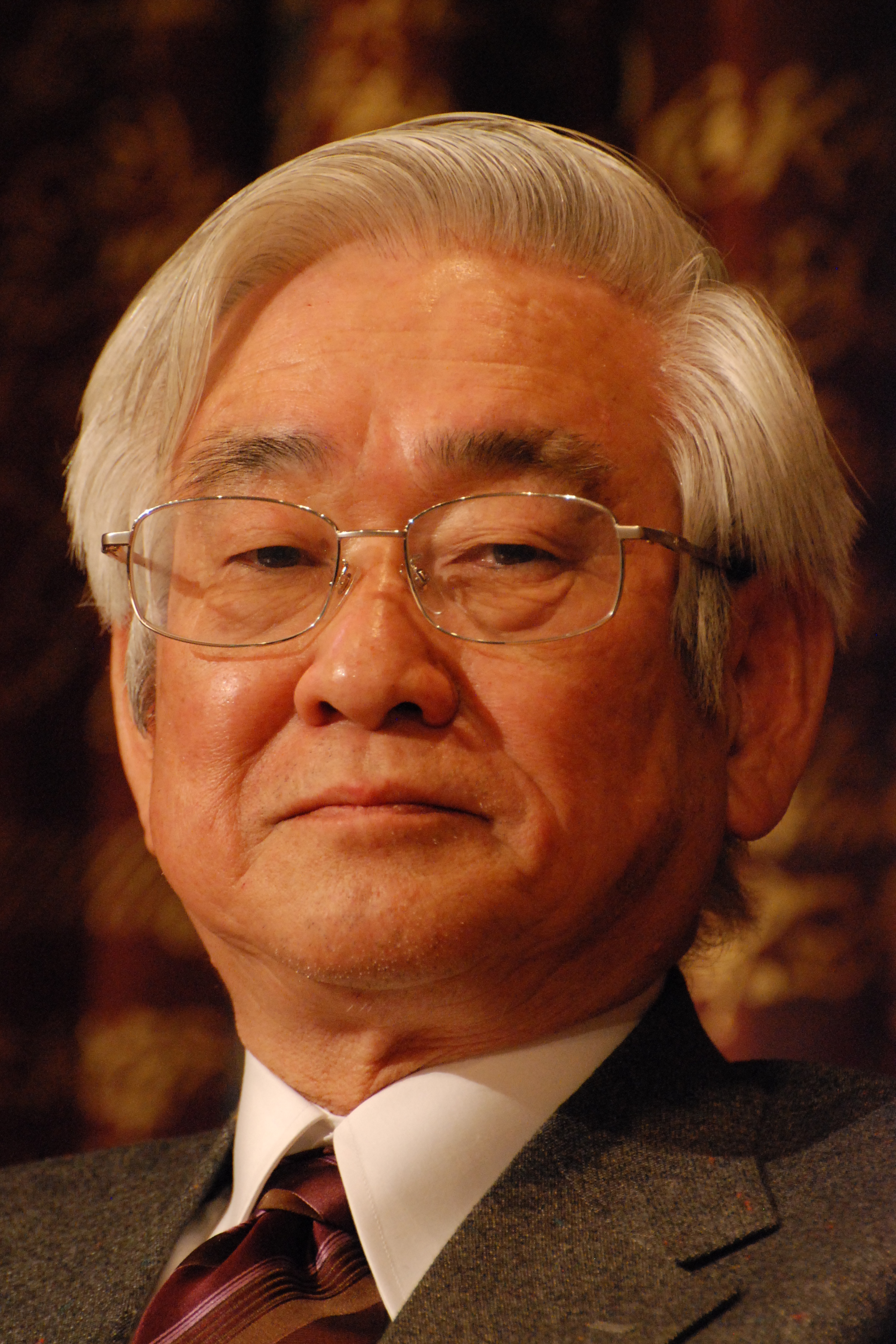
益川敏英, 理論物理学者, 2008
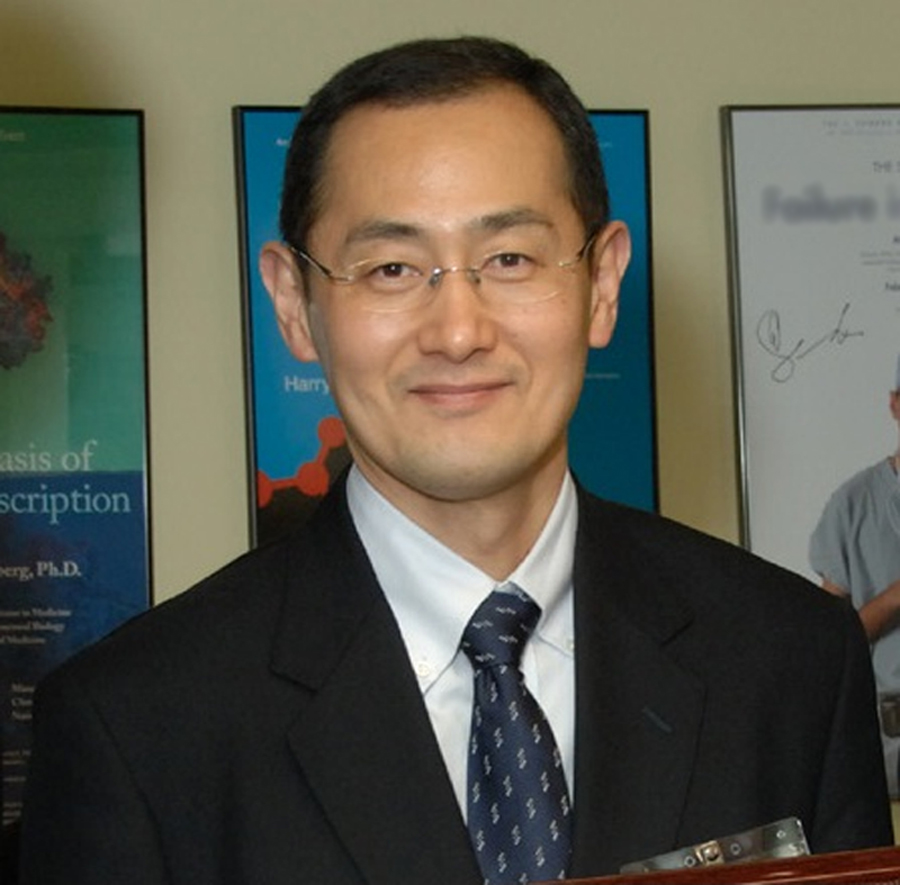
山中伸弥, 医師、医学者, 2012
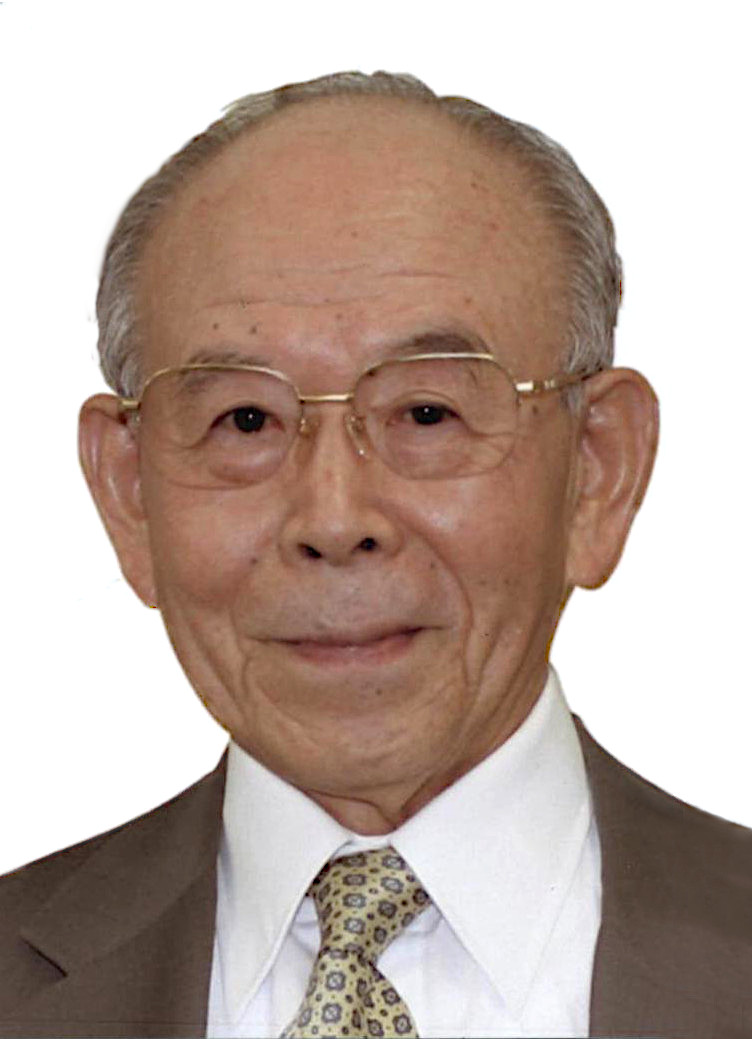
赤﨑勇, 半導体工学者, 2014
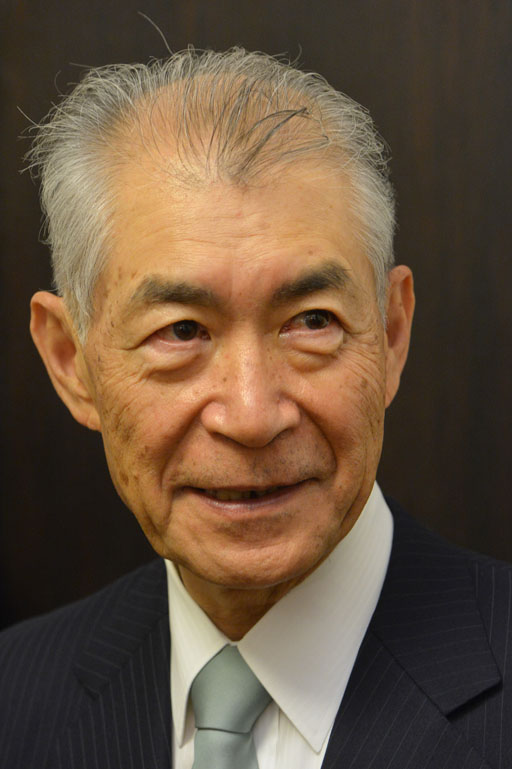
本庶佑, 医師、医学者, 2018
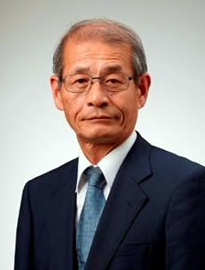
吉野彰, エンジニア, 2019

京都大学または第三高等学校出身の日本の首相
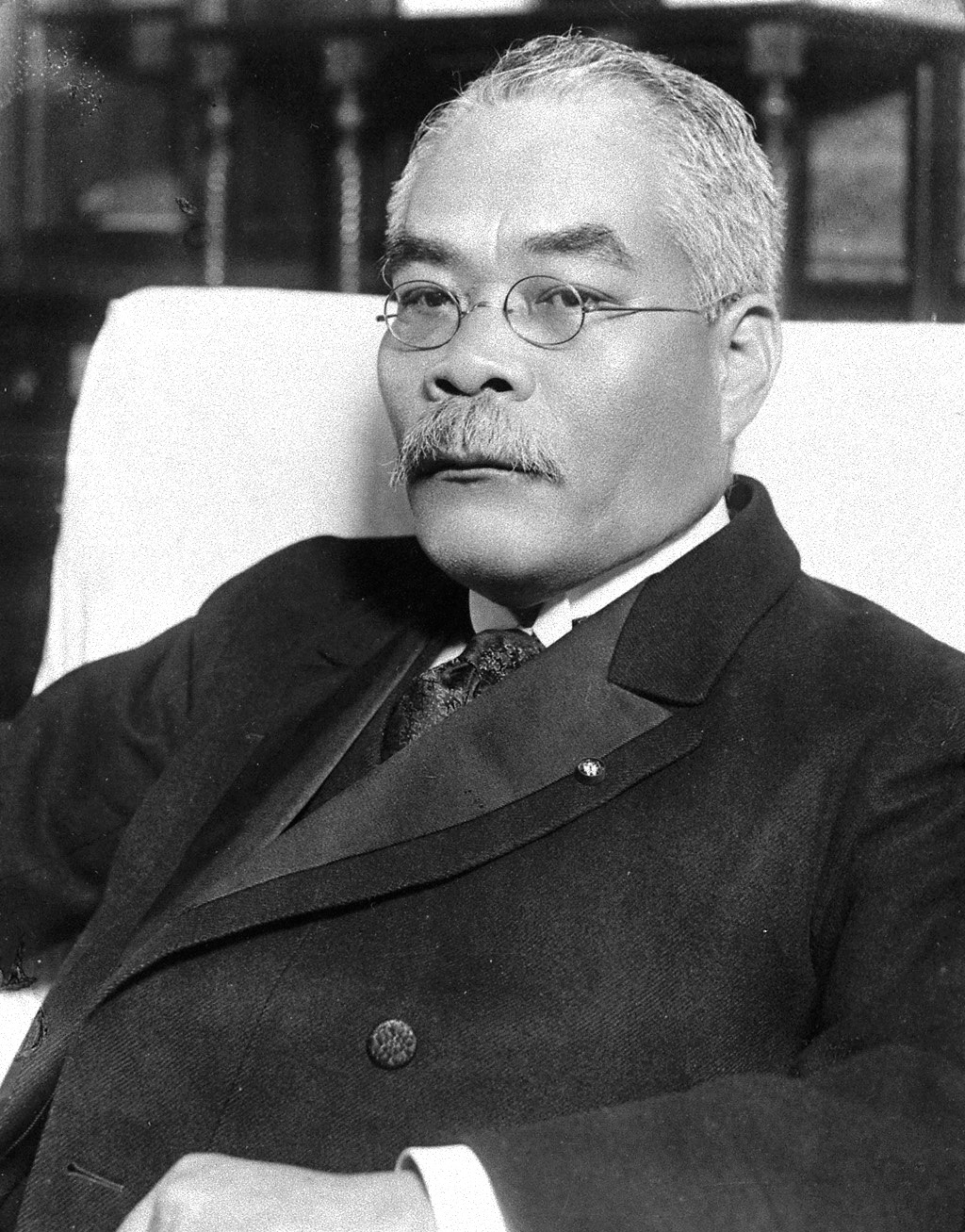
浜口雄幸, 第27代首相
近衞文麿,第34・38・39代首相
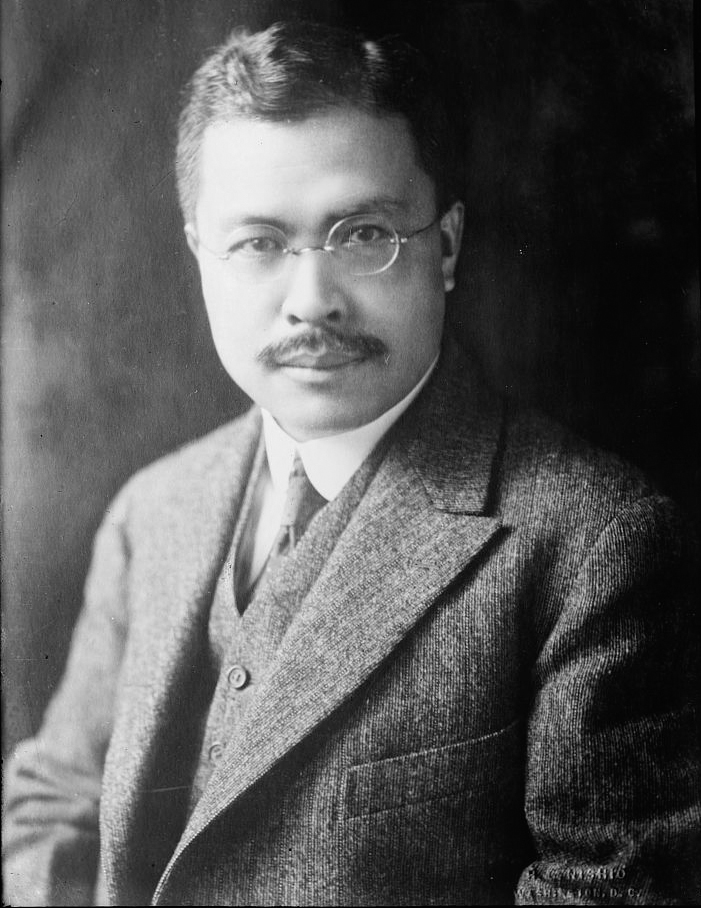
幣原喜重郎,第44代首相
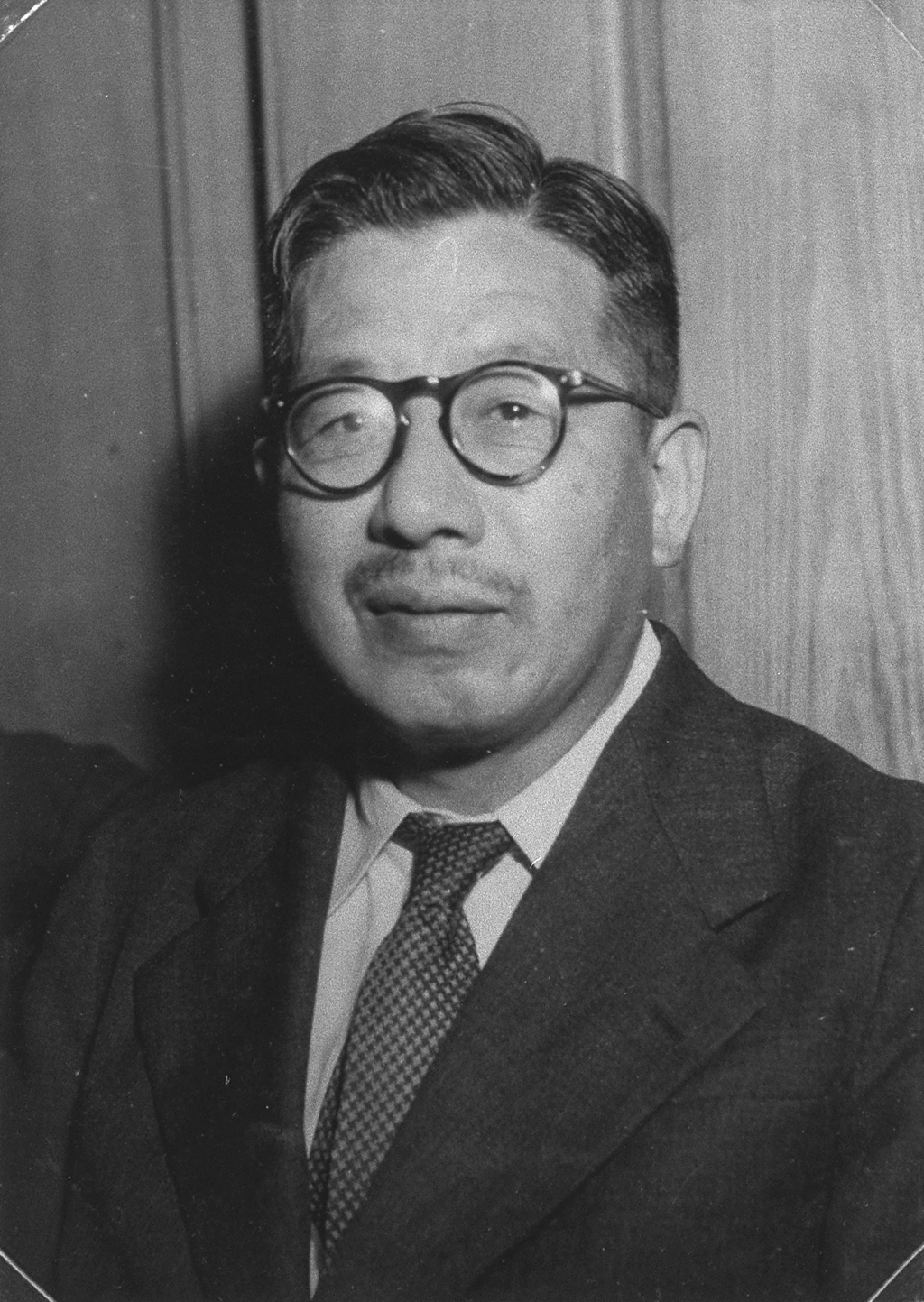
片山哲, 第46代首相
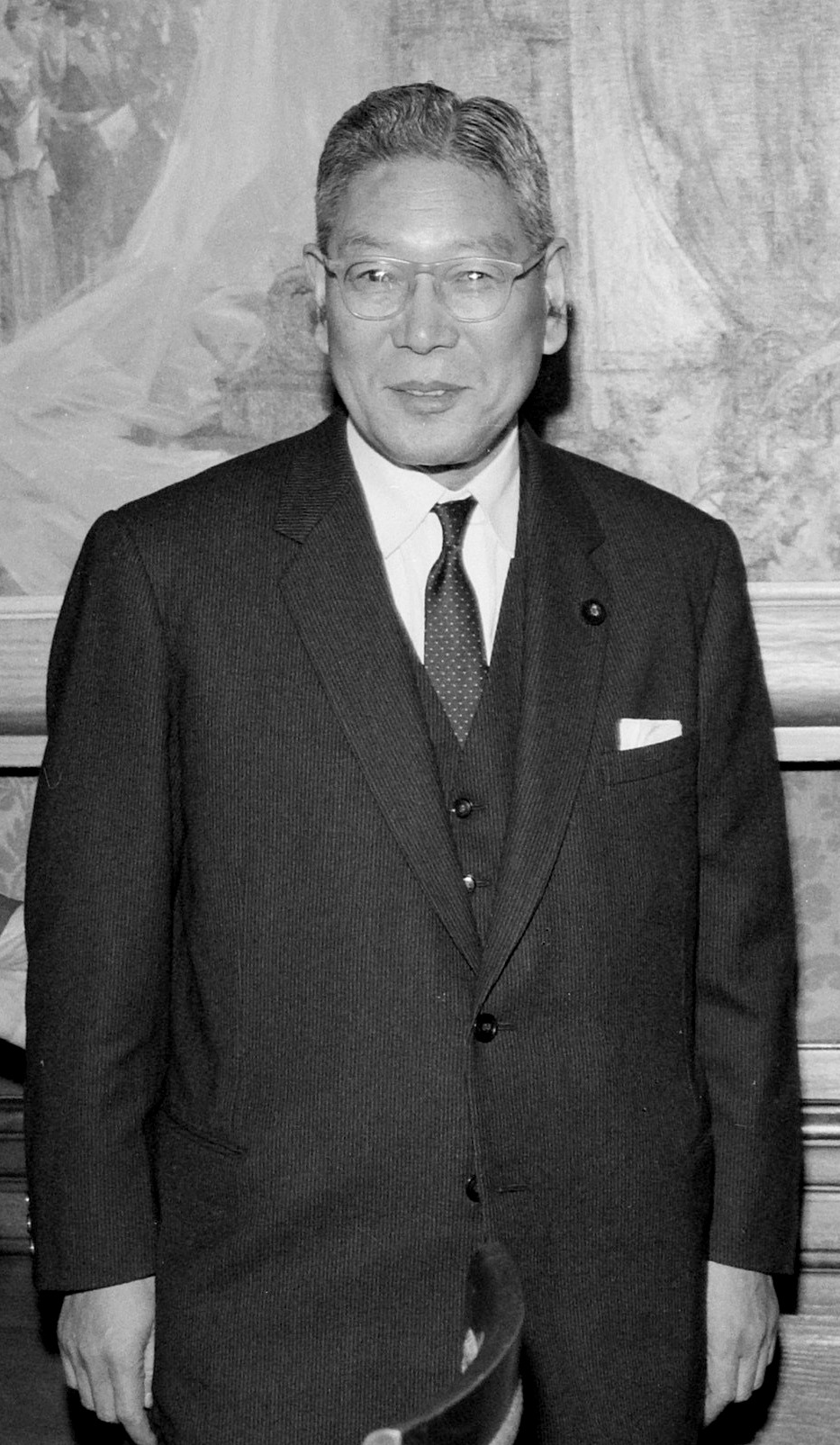
池田勇人, 第58・59・60代首相

## 施設

### キャンパス

#### 吉田キャンパス

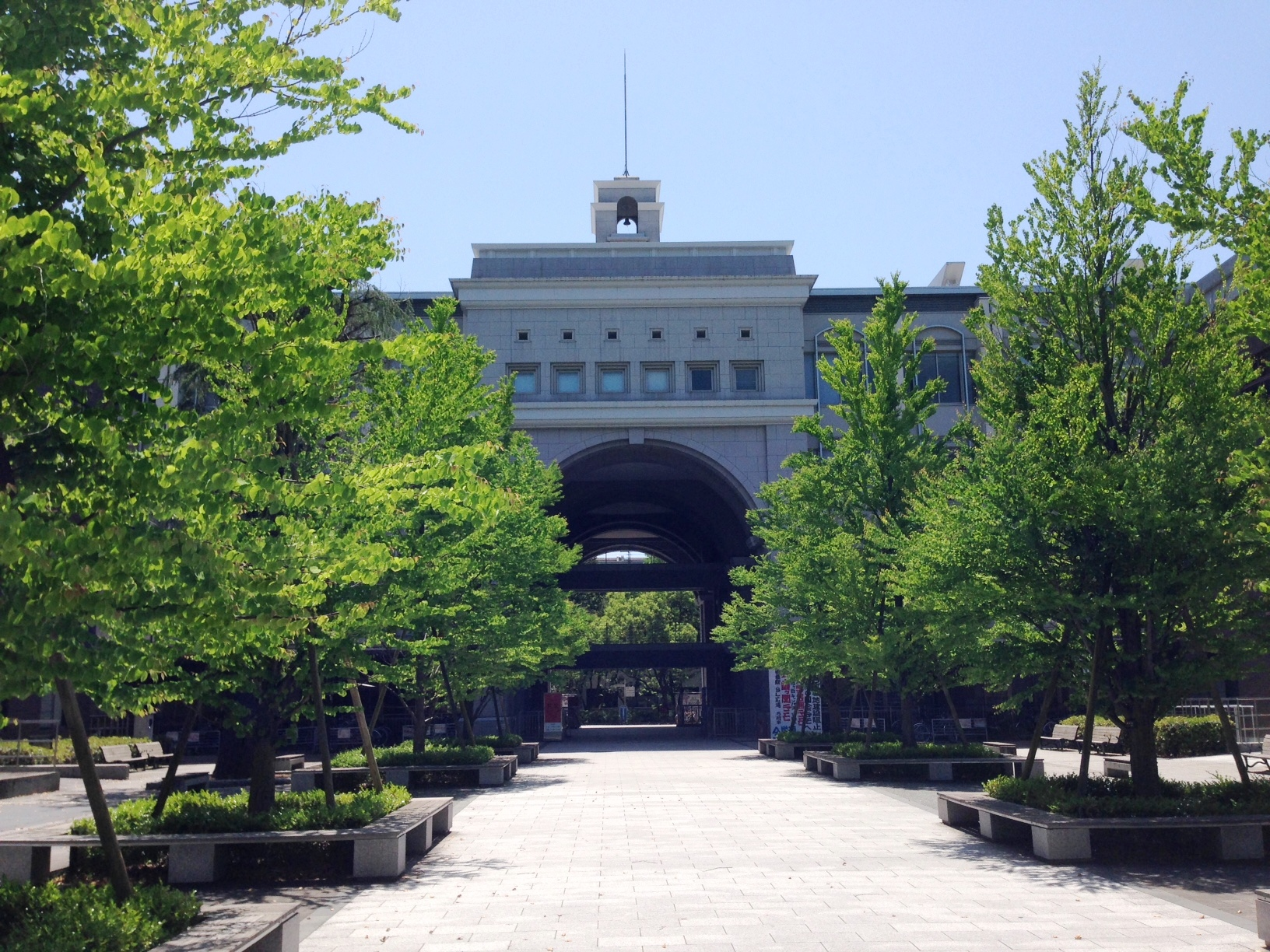
吉田南総合館北棟・エントランス

学部と大学院のほとんどが設置されているキャンパス。

#### 宇治キャンパス
使用学部：なし
使用研究科
- 理学研究科（一部）
- 工学研究科（一部）
- 農学研究科（一部）
- エネルギー科学研究科（一部）
- 情報学研究科（一部）

使用附属施設
- 生存圏研究所
- 化学研究所
- エネルギー理工学研究所
- 防災研究所
- 生存基盤科学研究ユニット
- 次世代開拓研究ユニット

交通アクセス

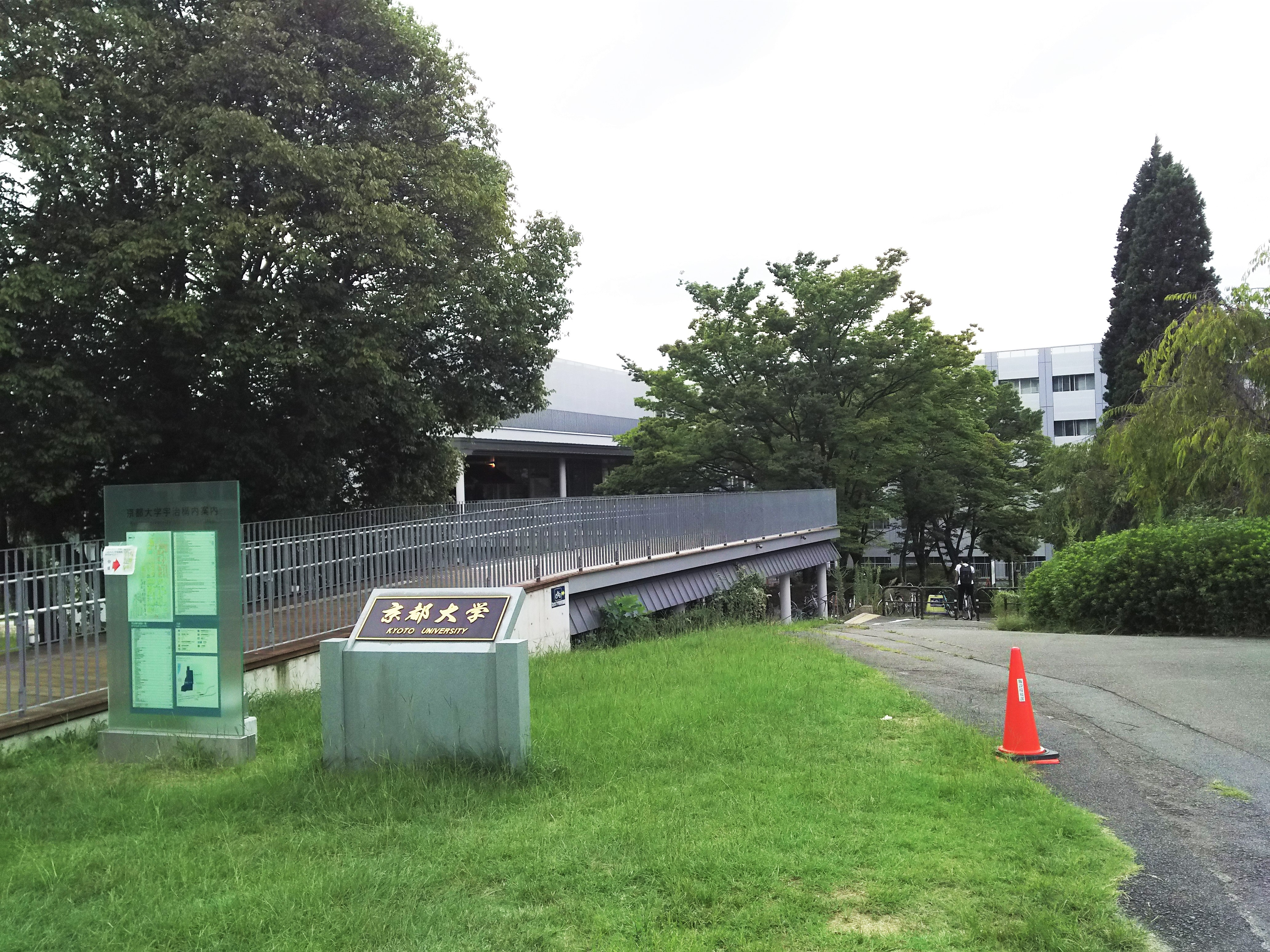
宇治キャンパス入口

- JR奈良線黄檗駅、京阪宇治線黄檗駅から徒歩5分。

旧陸軍の弾薬庫跡地を利用して1947年に開設された。1950年度から1960年度まで教養部1回生の講義が行われていたことがあったが、現在は学部の講義は行われていない（ただし夏休みなどに行われる全学共通科目の集中講義の中には宇治で行われるものもある。たとえば「ビーム科学入門」のように化学研究所提供のものなど。）。工学部や理学部、農学部の4回生は、配属された研究室によっては、ここで卒業研究を行うこともある。

#### 桂キャンパス
使用学部
- 工学部（物理工学の機械工作実習を機械工場で実施の他、4回生の卒業研究を実施）

使用研究科
- 工学研究科（電気系、化学系、建築系、地球系、物理系〈ただし材料工学専攻を除く〉）
- 工学研究科附属施設
  - 量子理工学教育研究センター
  - 桂インテックセンター
  - 情報センター
  - 環境安全衛生センター
  - グローバルリーダーシップ大学院工学教育推進センター

使用附属施設
- 国際融合創造センター

交通アクセス
- 京阪京都交通、ヤサカバス、京都市営バスの桂イノベーションパーク、京大桂キャンパス前、桂御陵坂バス停下車
  - 京阪京都交通、京都市営バスは主に阪急京都線桂駅から（昼間で10分に1本程度、所要時間約15分）
  - ヤサカバスはJR桂川駅から（昼間で1時間に1本程度、所要時間約20分）

1990年代には吉田・宇治の両キャンパスが手狭になったことから、「第3キャンパス」の建設が計画された。当初は京都府南部や滋賀県も候補地として検討されたが、京都市の提案により桂坂ニュータウンに隣接する、市が住宅地として開発していた「桂御陵坂」地区が建設地に選ばれた。2003年に化学系・電気系専攻の移転が完了し、使用が開始された。キャンパスはAからDの4つの「クラスター」に分かれている。物理系であるCクラスターは2012年秋に竣工、12月から移転を開始している。情報系であるDクラスターは整備開始の目処が立っておらず、未造成である。なお京都市営地下鉄東西線の桂キャンパス付近への延伸構想があるが、建設時期などは未定である。

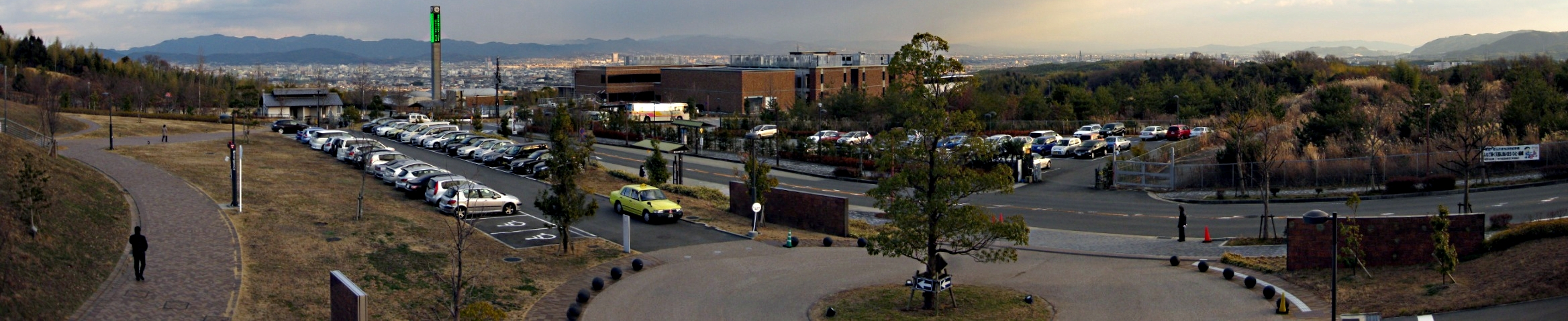
Cクラスターからの眺め。中央の茶色の建物がBクラスター。

元々は山であった場所を切り開いて建設したため、地形が起伏に富んでいる。桂駅側からの場合、長い坂道を登らなければならない。周囲から隔絶されている。

#### キャンパス間の交通
学生・教員向けに各キャンパス間の連絡バスが運行されている。吉田（本部構内）～宇治間（通称宇治バス）が1日6往復、吉田～桂間が1日7往復、宇治～桂間が1日3往復、所要時間はいずれも50分から1時間である。しかし、渋滞などにより定時制の確保が難しい、最終バスの時間が早いため、それ以降は自転車や原動機付きバイクなどがない学生は公共交通機関を利用しなければならないなど、学生の間には不満もある。

### 学生食堂
京大生協の食堂はそのメニューの数が日本一と自ら謳っている。特に学生食堂にはあまりないパフェが数多くメニューに並んでいる。西部講堂の付近にあるカフェテリアルネのパフェは16種類ものレギュラーメニューを取り揃えており、期間限定のメニューを含めると現在40種類近くが確認できている。また、南部食堂に併設される喫茶ブリュッケでも個性的なパフェが扱われている。中央食堂や吉田食堂、および本部キャンパスにあるカフェレストラン「カンフォーラ」でもパフェがオーダーできる。
2005年11月には、当時の尾池和夫第24代目総長自身がレシピをプロデュースした「総長カレー」が、大学内の食堂において、人気メニューとして話題となった。2年後の2007年9月には、レシピを再現したレトルトカレーが発売され、現在では京大生協・食堂のみならず、京都土産の人気商品となった他、KBS京都プロデュースのネットショップでも発売されている。

### 寮
京都大学の学生寮は自治寮である。
- 吉田寮

1913年に建設された「現棟」、1889年建設の「食堂」、2015年建設の「西寮」からなる。平成30年1月以降、新規入寮は認められていない。現棟は日本最古の現役学生寮、食堂は京大最古の大学建築として知られる。現棟について、吉田寮自治会や建築学の専門家は文化財としての補修を要求しているが、京都大学は応じていない。定員147＋97名。
- 熊野寮

鉄筋4階建。A棟・B棟・C棟・食堂からなる。定員422名。運営主体である熊野寮自治会は京都大学によって「自治会としての責務を果たす意思と能力がない」と判断されている。
- 地塩寮

YMCA寮。定員30名。
- 女子寮

女子学生のみ入寮可能。定員35名。
- 室町寮

大学院生向けの寮。定員19名。

## 文化財
国宝
- 今昔物語集 - 鈴鹿本9冊（図書館）
- 山科西野山古墳出土品 一括

重要文化財
- 清風荘
  - 主屋、離れ、土蔵、附属屋、詰所、納屋、茶室、供待、袴付および待合、第一中門、第二中門、正門
- 紙本著色聖母十五玄義・聖体秘跡図1面 附:竹筒等1合2本
- 古今集注（藤原教長撰）（図書館）
- 万葉集巻十六（尼崎本）（図書館）
- 幼学指南鈔（巻第七、第二十二中）（図書館）
- 孝経述議（図書館）
- 中庸（朱熹章句）（図書館）
- 周礼疏（単疏本）（図書館）
- 永昌記 6巻
- 大御記〈自筆本（永保元年具注暦）1巻、古写本5巻〉
- 清原家家学書 31種（図書館）
- 知信記（天承二年春記）（図書館）
- 範国記（長元九年夏秋冬記）（図書館）
- 兵範記（自筆本19巻、古写本6巻）（図書館）
- 長講堂領目録
- 教王護国寺文書 354巻、27帖、6幅
- 朝鮮国書 3通
- 過所船旗（文永九年二月日（麻布））・秦家文書108通
- 檜扇2握（壬生家伝来）附：三条実万書状1通
- 安祥寺資財帳
- 大和唐古遺跡出土品 一括
- 長持形石棺 京都府城陽市久津川車塚古墳出土
- 京都府椿井大塚山古墳出土品 一括
- 金銅骨蔵器・石櫃 兵庫県宝塚市米谷出土
- ジョサイア・コンドル建築図面 468枚（建築学科保管）

※「（図書館）」とあるものは京都大学附属図書館保管、保管先注記のないものは京都大学総合博物館保管
登録有形文化財
- 楽友会館
- 基督教青年会会館 大学にあるYMCA館の現存最古例
- 人文科学研究所附属漢字情報研究センター
- 総合人間学部正門（旧第三高等学校正門）、総合人間学部門衛所（旧第三高等学校門番所）
- 尊攘堂
- 農学部演習林事務室
- 農学部表門および門衛所
- 文学部陳列館
- 本部構内正門（旧第三高等中学校正門）
- 理学部附属地球熱学研究施設

## 対外関係

### 産官学連携・ベンチャー支援
産官学連携本部を設置して、出資やインキュベーション施設の運営などにより、京大発ベンチャー企業の育成や産学連携に取り組んでいる。2014年にベンチャーキャピタルの京都大学イノベーションキャピタルを設立した。また、2018年には産学連携を橋渡しする京大オリジナル株式会社を設立した。

### 他大学との協力
京都にある各大学と連携して、首都圏での情報発信や交流の窓口となる「京都アカデミアフォーラム in 丸の内」を東京・丸の内に開設している。参画しているのは京都外国語大学、京都光華女子大学、京都工芸繊維大学、京都市立芸術大学、京都女子大学、京都精華大学、京都美術工芸大学、同志社女子大学。

## 社会との関わり

### 京都学派

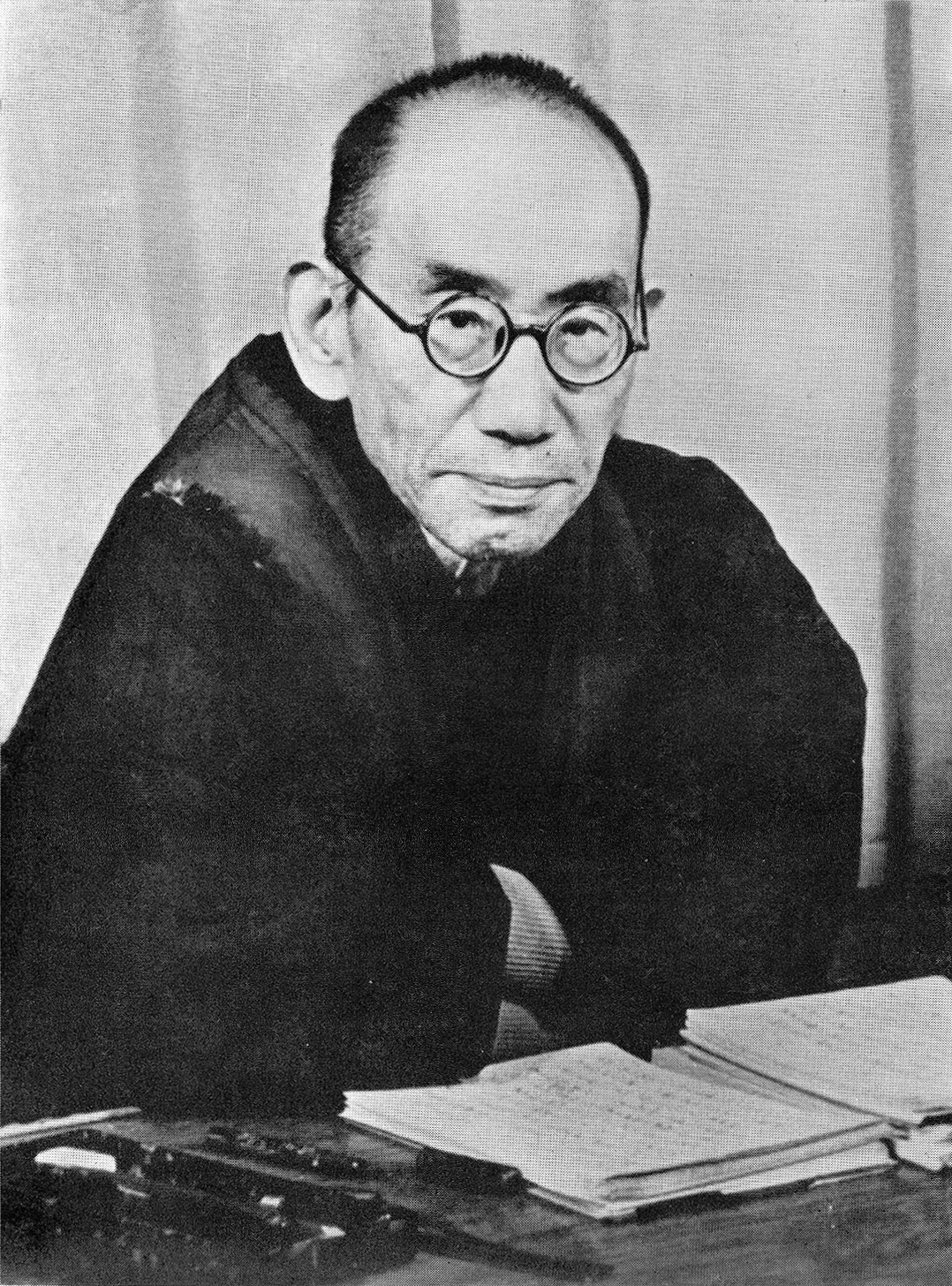
西田幾多郎

京都大学の教授として多くの哲学者を育成した西田幾多郎と田辺元らは、京都学派と呼ばれる学派を形成し、日本における哲学の理論形成に影響を与えた。京都学派の思想については、今なお世界各国で研究が続いている。

### 社会に影響を与えた事件・出来事

#### 澤柳事件
京都帝国大学では学問の自由、大学の自治の観点から、慣行的に教授の任免を教授会が行ってきた。しかし1913年、文部省が任命した澤柳政太郎総長は、教授会の同意なく文科大学と理工科大学の7名の教授を免官した。法科大学（後の法学部）は「教授の人事権は教授会にあり」と澤柳に反旗を翻し、翌1914年1月には法科の全ての教授と助教授が抗議の連帯辞職を宣言した。教官を失いそうになった法科学生は、教官の復職と教授会自治の獲得等を目指し、法科支持の運動を繰り広げた。東大法科も京大法科を支援した。結局、奥田義人文相は法科の言い分を認め、後ろ盾を失った澤柳は辞任に追い込まれた。教授会自治を文相が公認したことにより、京大や他大学の自治の発展にも好ましい影響を及ぼした。なお、京大ではこの事件を契機に、総長の学内選出を求める運動が起こり、これも数年後に実現した。

#### 京都学連事件
1910年代、日本の大学・高校・専門学校等ではマルクス主義を研究する社会科学研究会がしばしば組織されていた。1924年、全国49校の社研が参加する学連が発足し、マルクス主義の研究や普及、労働争議や労働者教育に関する運動を活発に行った。しかし政府は学生達の活動を危険視し、徹底的な弾圧を開始した。1925年12月、特高警察が、京大や同大の社研会員の自宅や下宿を急襲し、学生33名を検挙した。寄宿舎（吉田寮）で立会人なしの家宅捜索を行ったことが批判され、一度は全員を釈放したものの、翌1926年1月には捜査態勢を立て直し、改めて多数を検挙した。検挙された学生のうち38名が出版法および治安維持法違反、不敬罪で起訴され、37名が有罪になった。社研と繋がりのあった教員も捜査の対象になった。この事件は日本内地で治安維持法が適用された最初の事例になった。政府は当初、治安維持法を利用してマルクス主義や共産主義を取り締まっていた。しかしやがて自由主義や民主主義、社会主義、反戦運動、新宗教、右翼も同様に弾圧するようになり、いつしか国民が政府を批判することは一切許されなくなってしまった。

#### 滝川事件
澤柳事件を経て、京大を含む国内の大学は高度な自治を勝ち取った。しかし1930年代、ナショナリズムが高揚し軍国主義が台頭すると、政府は教育や学術研究を統制するため、学問の自由を担保する大学の自治、その総本山と見なされていた京大を攻撃した。1933年5月、鳩山一郎文相は、京大法学部の瀧川幸辰教授の講演や著書の内容が無政府主義的であるとして、小西重直総長に瀧川の罷免を要求した。法学部と小西総長は要求を拒絶したものの、文部省は瀧川の休職処分を強行した。法学部は澤柳事件に倣い、全教官・全学生が辞職届・退学届を提出するなどして激しく抵抗したが、瀧川の休職は解除されず、小西総長は辞職に追い込まれ、辞職届・退学届もたたき返されてしまった。言論弾圧の対象が、（従来の）マルクス主義的・共産主義的思想から自由主義的・反政府的思想へと拡大された瞬間だった。以降、政府は政権運営に都合の悪い言論・思想への弾圧をエスカレートさせていったが、統制下に置かれた大学に政府の暴走を指摘する自由はもはやなく、抑制を欠いた日本は日中戦争・太平洋戦争へとのめり込んでいった。この事件を基にして戦後、映画『わが青春に悔なし』（黒澤明監督）が製作された。

#### 綜合原爆展（京大原爆展）
連合国軍占領下の日本において、GHQは新聞や雑誌等のメディアを検閲し、広島・長崎の原爆被害の実情が一般市民に伝わるのを妨害していた。そこで、京都大学の全学学生自治会（同学会）は原爆の実情と意味を世間に知らしめるため、1951年（昭和26年）7月に京都駅前の丸物百貨店で一般向けの原爆展「綜合原爆展」を開催した。この種の原爆展は世界で初めての試みだったとされるが、数万人の入場者を集めて大成功した。その後も同展覧会のパネルを利用して各地で小さな原爆展が開かれ、非常な注目を集めた。第五福竜丸がビキニ水爆実験で被爆し、反核運動に火がつくのは、その3年後のことだった。

##### 京大天皇事件
1951年（昭和26年）、昭和天皇が来学した際に、見物に詰めかけた学生と警備の警察との間で一時的に緊張が高まった事件。実力行使はなく、違法行為も見られなかったが、文部大臣や保守派の議員などから不敬であると非難され、同学会が解散に追い込まれた。同学会はこの時に2度目の綜合原爆展を計画していたが、天皇の来学と同学会の解散の影響で実現はならなかった。

#### 2017年入試における出題ミス
2018年2月、2017年の二次試験（物理）で出題ミスがあったことを認め、追加合格の措置を取ると公表。予備校講師から「解答不能の問題がある」と指摘され判明。

## 企業からの評価
人事担当者からの評価
- 2021年日本経済新聞社と日経HRが実施した、「企業の人事担当者からみたイメージ調査」[49]（全上場企業と一部有力未上場企業4,850社の人事担当者を対象に、2019年4月から2021年3月までの間に採用した学生から見た大学のイメージなどを聞いた調査）において、京都大学は、「全国総合」で788大学[50]中、第2位[49]にランキングされた。
- 2022年日本経済新聞社と日経HRが行った調査では、総合1位となった[51]。

国際機関
- イギリスの新聞社タイムズの高等教育雑誌『タイムズ・ハイアー・エデュケーション』では、Impact Rankings zero hunger (SDG 2) のランキングを設けて、飢餓対策の研究に貢献があった大学を評価しており、2022年度において3位にランキングした[52]。

出世力
- ダイヤモンド社の2006年年9月23日発行のビジネス誌『週刊ダイヤモンド』94巻36号（通巻4147号）「出世できる大学」と題された特集の出世力ランキング（日本の全上場企業3,800社余の代表取締役を全調査[53][54][55]）で、京都大学は、2006年時点で存在する744大学[56]中、第4位[57]にランキングされた。

- 『週刊エコノミスト』（2010年8月31日号）に掲載された、「卒業生数の割に役員・管理職の人数が多い度合い」で、京都大学は、2010年時点で存在する全国の778大学[58]中、第13位にランキングされた[59]。

## 寄宿舎規程に違反した寮管理
京都大学学生寄宿舎規程では、学生寮は副学長が管理し、寮生活の運営は「寮生の責任ある自治」によるものと規程されている。しかし、京都大学は熊野寮自治会に対して令和3年12月15日に「自治会としての責務を果たす意思と能力がない」と判断しておきながら、その後も同自治会に寮運営を任せ続けている。また、「入舎する者の選考は、寮生代表の意見をきいて、副学長が行う。」との条項に反して熊野寮の入退寮選考を寮生に任せており、熊野寮に無学籍者が多数居住しているとの宣言が熊野寮自治会から出されるに至った。
寄宿舎規程への違反について京都大学は遅くとも2018年3月15日には認めていたが、その後は女子寮の管理運営に関する改定がされたのみで、未だに違反は解消されていない。